# Höchster Altstadt

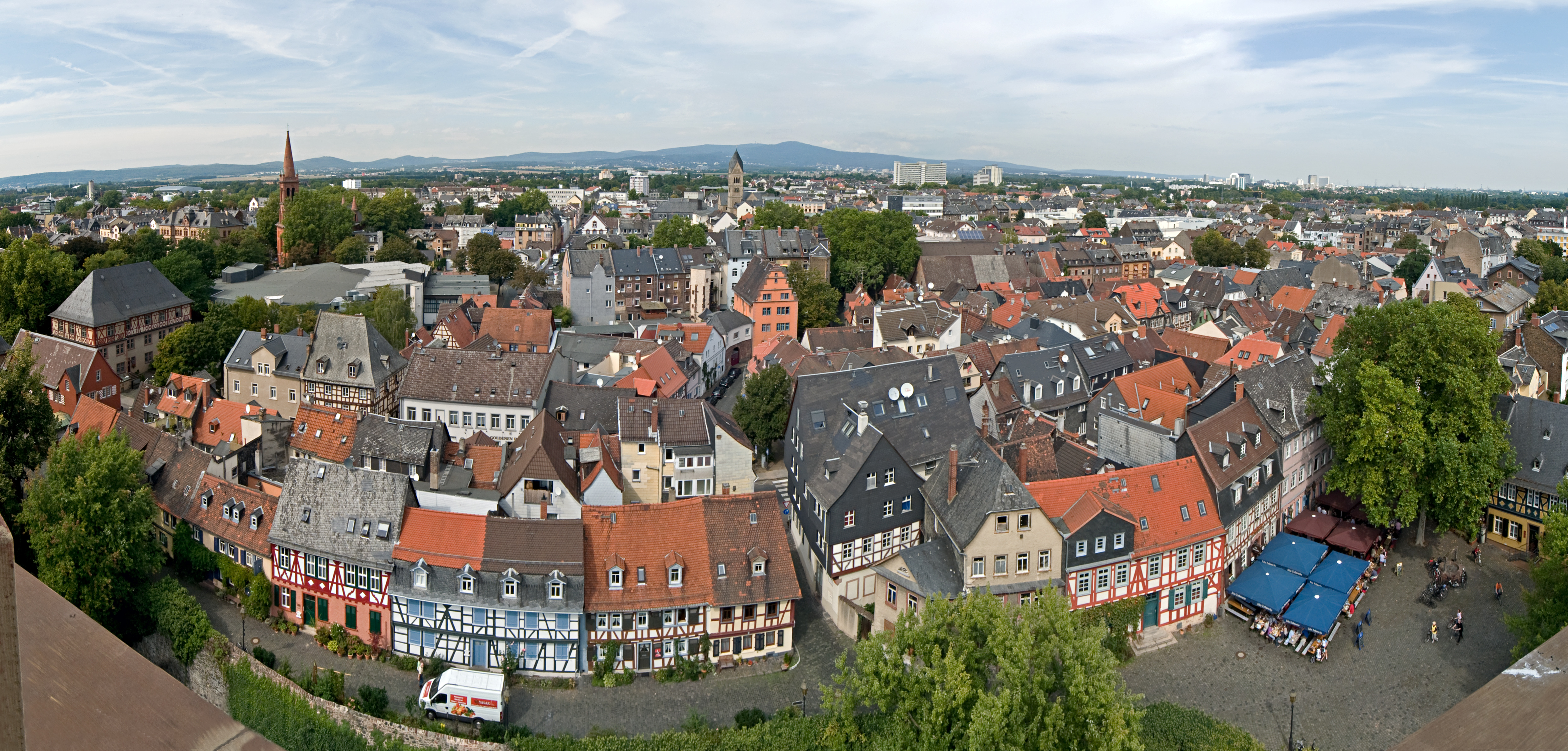
Blick von Schlossturm auf einen Teil der Höchster Altstadt (Sept. 2010)

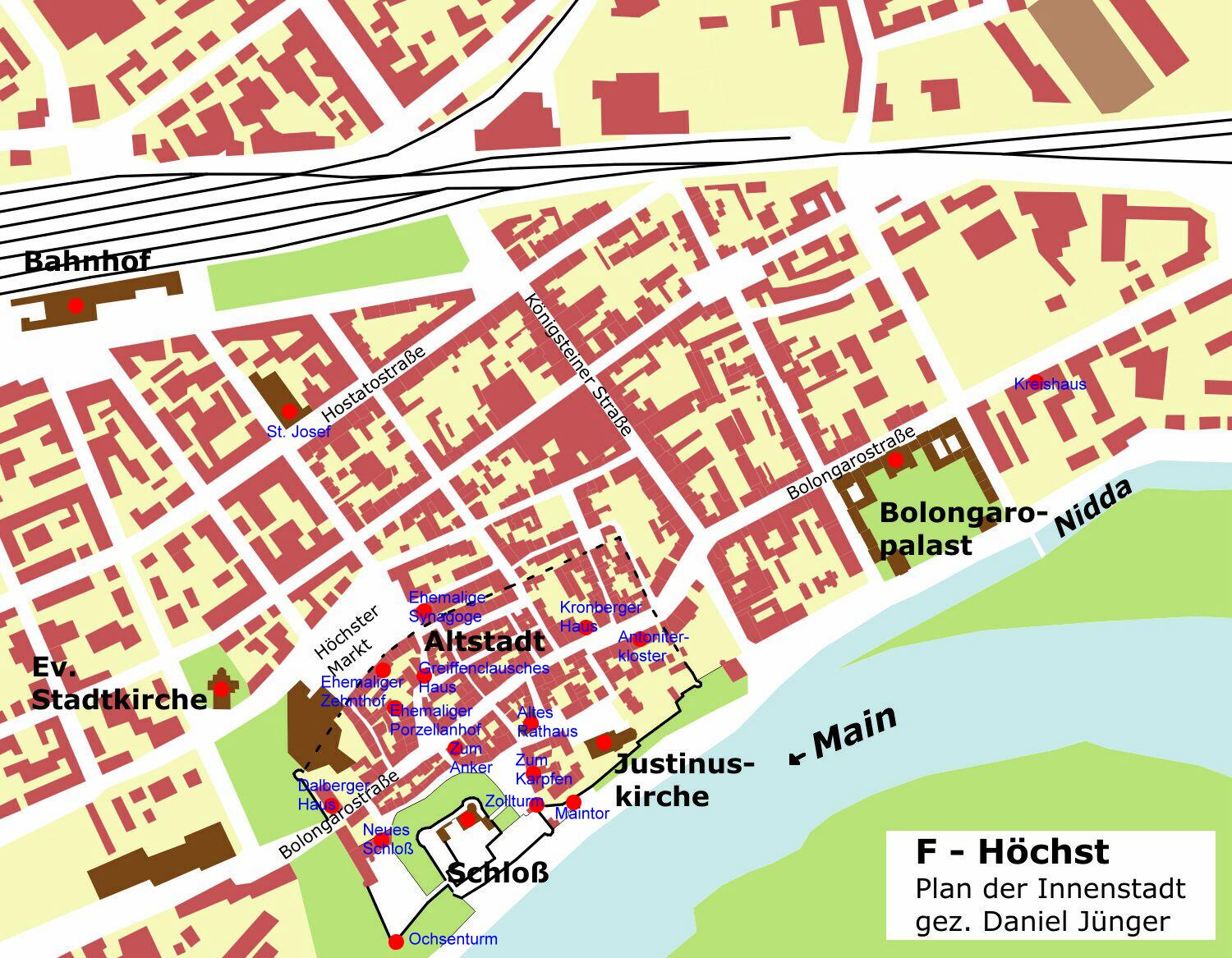
Lageplan der historischen Bauwerke

Frankfurt-Höchst besitzt insbesondere in seiner Altstadt mit ihrer Grundfläche von ca. 75.000 m² (7,5 ha) eine ganze Reihe historischer Bauwerke, die Zeugen einer langen Geschichte der bis 1928 unabhängigen Stadt Höchst am Main sind. Trotz einiger schwerer Brände in der Stadt, u. a. der beiden großen Stadtbrände vom 10. Dezember 1586 und 24. September 1778, und Verwüstungen im Dreißigjährigen Krieg haben viele alte Gebäude die Jahrhunderte überstanden. Selbst im Zweiten Weltkrieg gab es in Höchst nur verhältnismäßig geringe Kriegsschäden, es wurden 53 Häuser beschädigt oder zerstört. Die historische Altstadt blieb erhalten. Sie enthält viele Bau- und Kulturdenkmäler, unter anderem um die 400 Fachwerkhäuser, siehe Liste der Kulturdenkmäler in Frankfurt-Höchst.

## Entwicklung

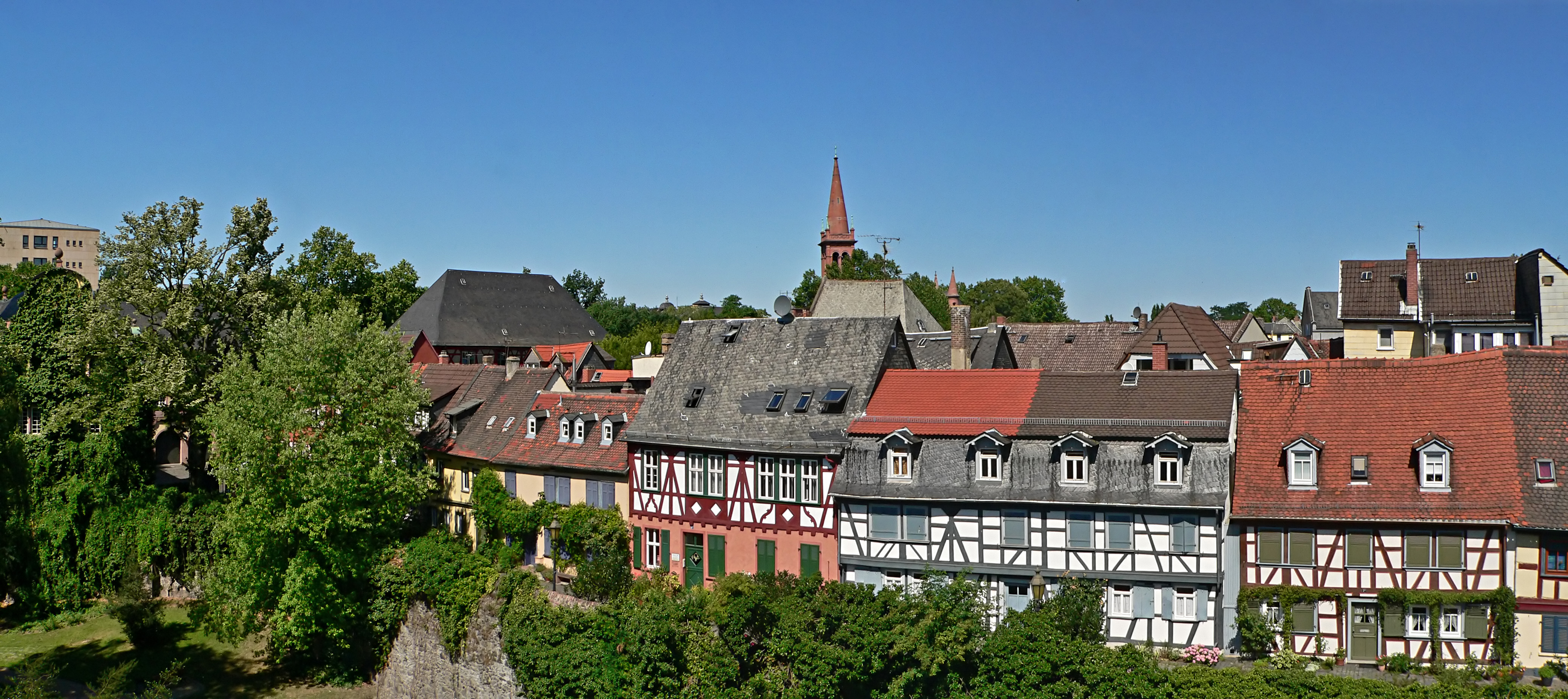
Restaurierte Fachwerkhäuser im Burggraben

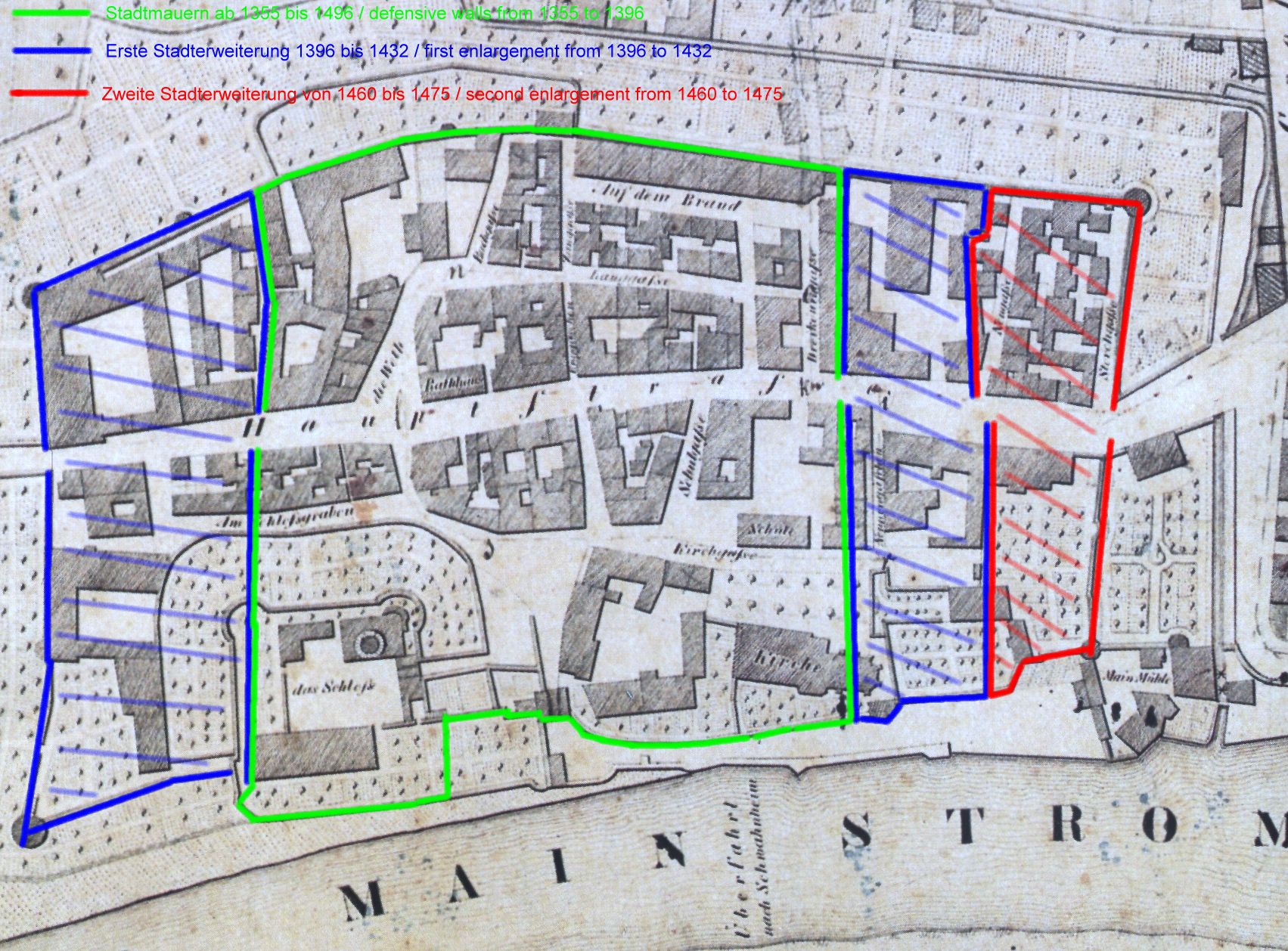
Höchster Altstadt und Stadterweiterung zwischen 1396 und 1475

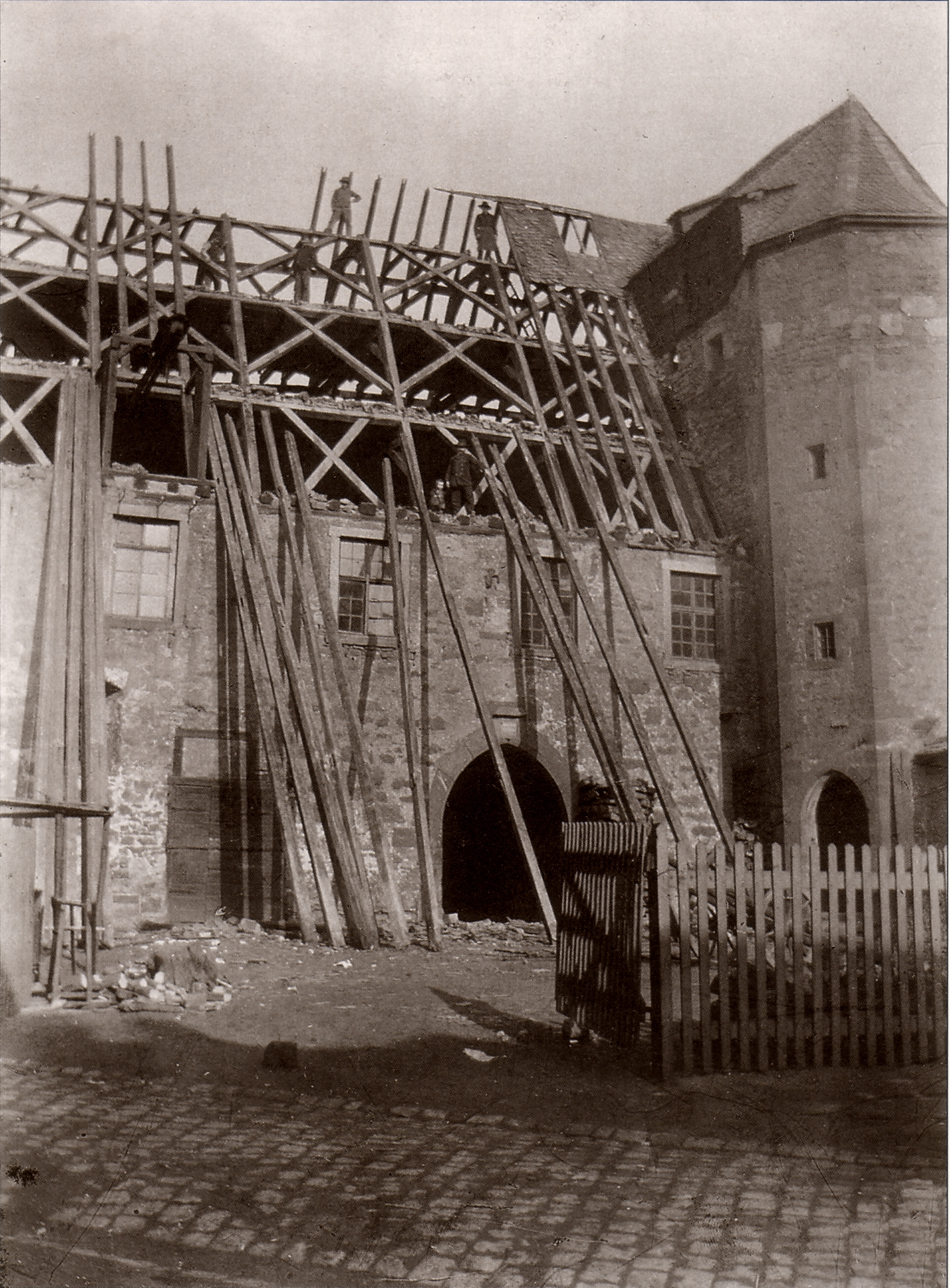
Abriss des Zehnthofes im März 1893, rechts im Bild der Treppenturm

Im Streit um den Höchster Mainzoll zwischen der Freien Reichsstadt Frankfurt und Kurmainz zerstörte 1396 ein Heer unter dem Frankfurter Stadthauptmann Johann von Cronberg die Stadt Höchst, ihre Befestigungsanlagen und die Burg. Daher datieren bis auf die aus dem Jahr 850 stammende Justinuskirche die allermeisten Bauwerke der Höchster Altstadt aus der Zeit danach. Die Altstadt wurde ab 1396 wieder aufgebaut. Im Zuge dieses Wiederaufbaus wurde die Stadt mit einer der Zeit entsprechenden Stadtbefestigung versehen und bis 1475 zweimal erweitert.
Danach änderte sich bis zum Beginn des 19. Jahrhunderts an der grundsätzlichen Struktur der Höchster Altstadt nur wenig, auch die beiden Brandkatastrophen und kriegerische Ereignisse hatten keinen gravierenden Einfluss. Viele Parzellen waren unbebaut, es herrschte kein akuter Platzmangel. So bestand auch kein Bedürfnis nach einer erneuten Erweiterung der Stadt. Daher stieß auch das seit 1771 geförderte Neustadtprojekt des Kurfürsten Emmerich Joseph auf wenig Interesse bei den Höchster Bürgern.
Mit dem Ende des Heiligen Römischen Reiches ging Höchst vom ehemaligen Kurmainz in nassauische Herrschaft über. Im 19. Jahrhundert wurden dann unter der neuen Regierung die landseitigen Befestigungsanlagen im Norden, Osten und Westen der Stadt bis auf wenige Reste abgetragen, um dem wachsenden Verkehrsaufkommen auf der Mainzer Landstraße und der Ausdehnung der Stadt ab 1860 Platz zu machen. Lediglich die Stadtmauer auf der Mainseite im Süden der Altstadt ist heute noch erhalten, da hier durch den Fluss als natürliche Grenze eine weitere Ausdehnung nicht möglich war.

## Gefahren für den Baubestand

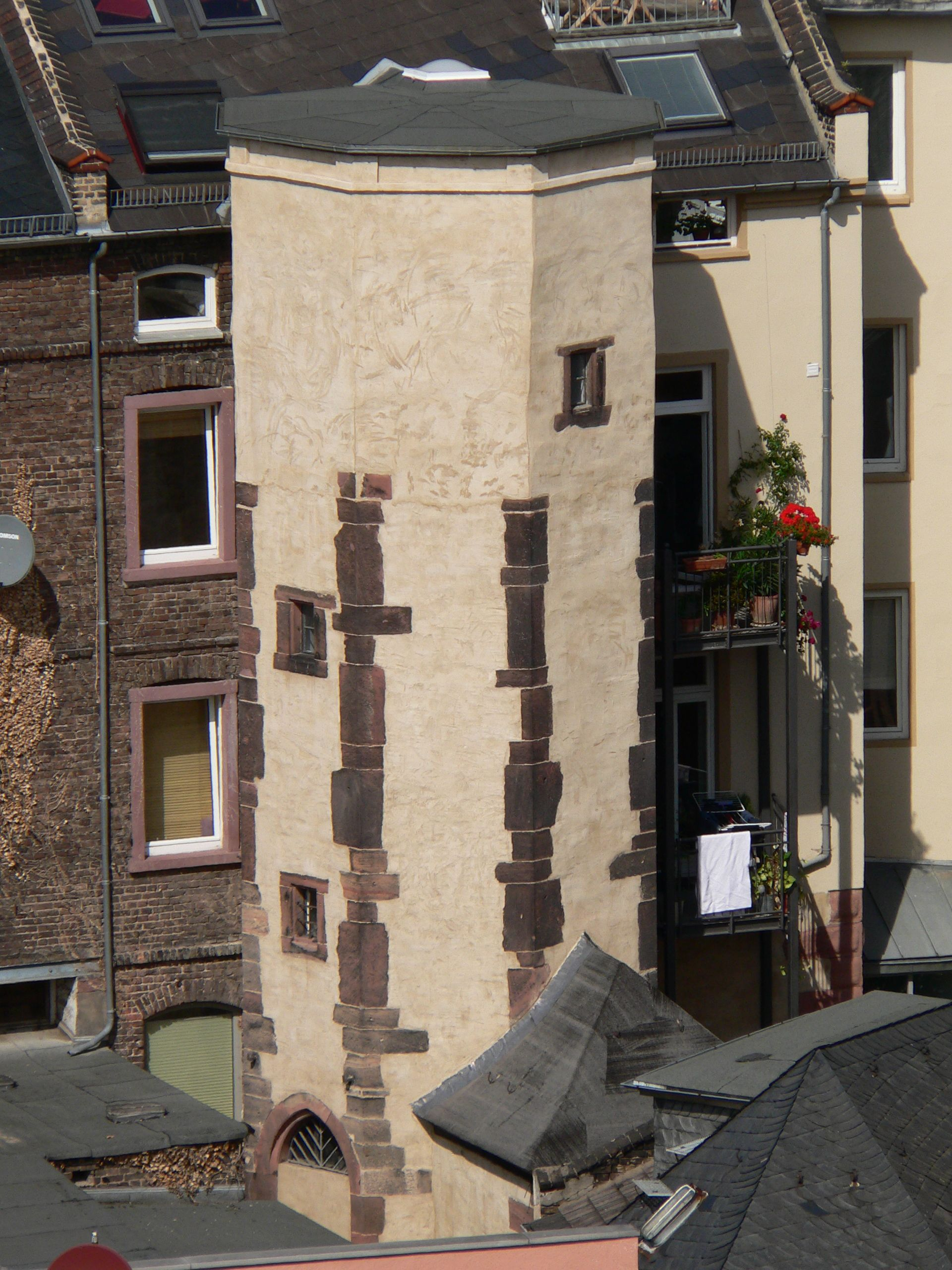
Der Treppenturm des ehemaligen Zehnthofs (Sept. 2006)

Gefahr für die alten Gebäude bestand hauptsächlich durch das geringe Verständnis gegenüber historischer Bausubstanz seit der Gründerzeit bis zum Anfang der 1970er-Jahre. Aus dem Bedürfnis nach modernen Wohn- und Geschäftshäusern wurden entlang der Bolongarostraße und in der nördlichen Altstadt einige alte Fachwerkhäuser umgebaut und verputzt oder durch Neubauten ersetzt. Der Stadterweiterung an der Wende vom 19. zum 20. Jahrhundert fiel u. a. 1893 der Zehnthof am heutigen Marktplatz zum Opfer. Erhalten ist nur noch der oktogonale gotische Treppenturm, der ins Haus Höchster Markt 3 integriert ist. 1927 erfolgte der Abriss des restlichen Alten Porzellanhofes zwischen Wed und Rosengasse (heute die Verlängerung der Antoniterstraße zwischen Höchster Markt und Bolongarostraße). Hier hatte zwischen 1746 und 1796 die erste Höchster Porzellanmanufaktur ihre Fabrikationsstätte.
Wie wenig die Höchster Altstadt in dieser Zeit als Kulturerbe angesehen wurde, zeigen auch Planungen des Stadtarchitekten Carl Rohleder aus den 1920ern für ein Groß-Höchst. Rohleders radikaler Plan aus dem Jahr 1924 ging von einem Abriss der gesamten nördlichen Altstadt zwischen Storchgasse und Wed aus, um Platz für einen neuen Marktplatz und eine Markthalle zu schaffen. Erhalten geblieben wäre an der Hauptstraße, heute die Bolongarostraße, lediglich das Kronberger Haus und sein Nachbarhaus zur Linken. Diese Pläne konnte die Stadt Höchst mangels Finanzmitteln – bedingt durch die Inflation, die Kosten der französischen Besatzung zwischen 1918 und 1930 sowie sinkende Gewerbesteuereinnahmen – jedoch nicht verwirklichen.
Ein Umdenken in Richtung Erhaltung der alten Bausubstanz als Ganzes erfolgte erst in den 1970er Jahren. Ende der 1960er waren einige der Bauten jedoch dringend renovierungsbedürftig oder so baufällig, dass der Abriss erwogen wurde. Durch die ehrenamtliche Initiative der Bürgervereinigung Höchster Altstadt und teilweise das finanzielle Engagement der Farbwerke Hoechst konnten die Häuser erhalten werden. Die Bürgervereinigung wurde im März 1977 für ihre Arbeit mit der von der Stadt Frankfurt vergebenen Walter-Möller-Plakette für bürgerschaftliche Mitarbeit ausgezeichnet.
Nachdem bereits im Januar 1959 einige Baudenkmäler und Häuser der Höchster Altstadt durch eine Bausatzung der Stadt Frankfurt geschützt worden waren, wurde am 10. Februar 1972 die Höchster Altstadt per Frankfurter Ortsstatut als Gesamtensemble unter Denkmalschutz gestellt. So konnte sie erhalten und in den folgenden Jahren renoviert werden – ein Prozess, der allerdings bis heute noch nicht abgeschlossen ist. Eine ganze Reihe von Häusern wartet wegen ungeklärter Besitzverhältnisse, Geldmangel oder baurechtlicher Gründe immer noch auf die Renovierung.

## Historische Bauwerke

### Altes Rathaus

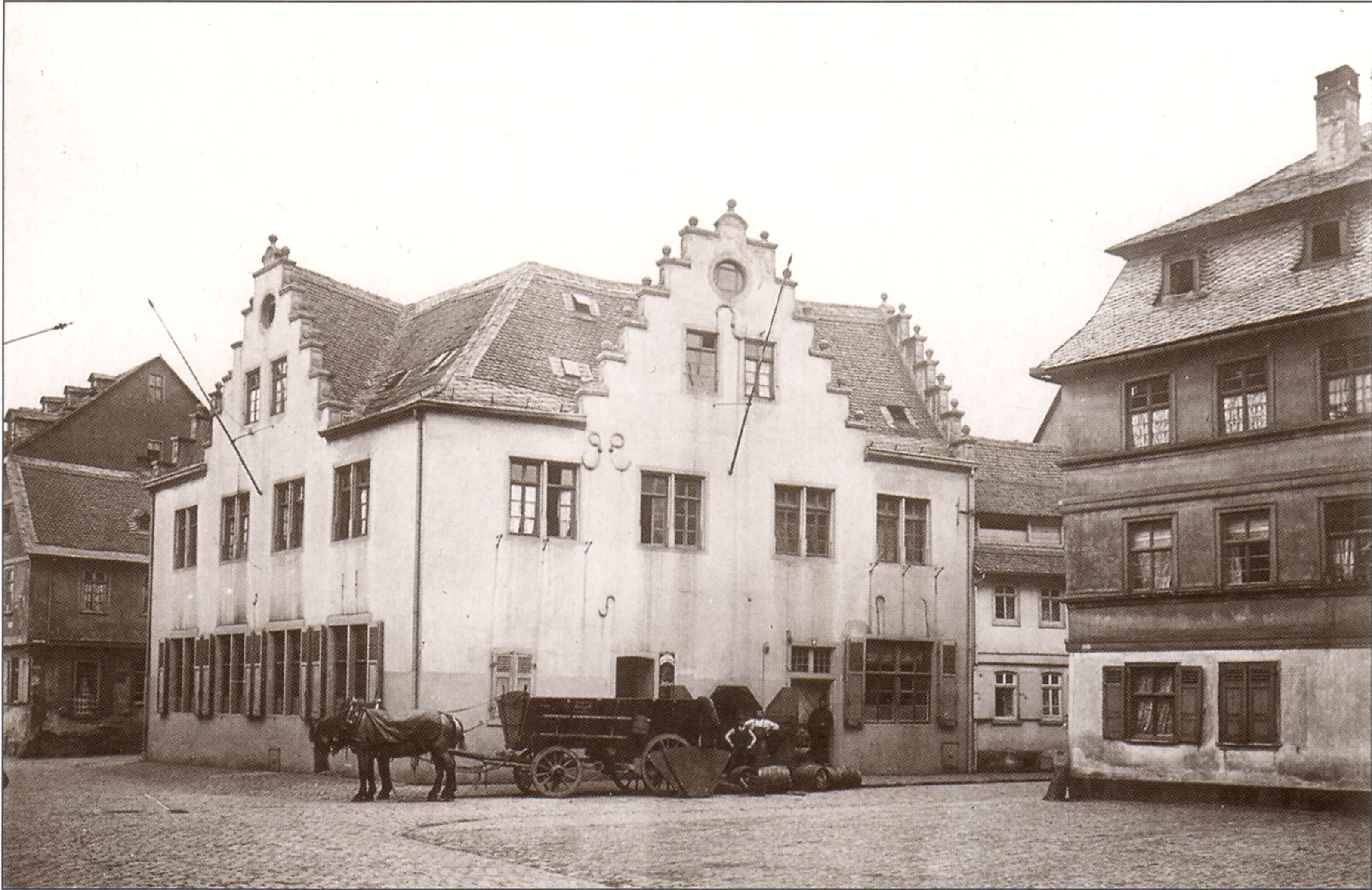
Altes Rathaus um 1900

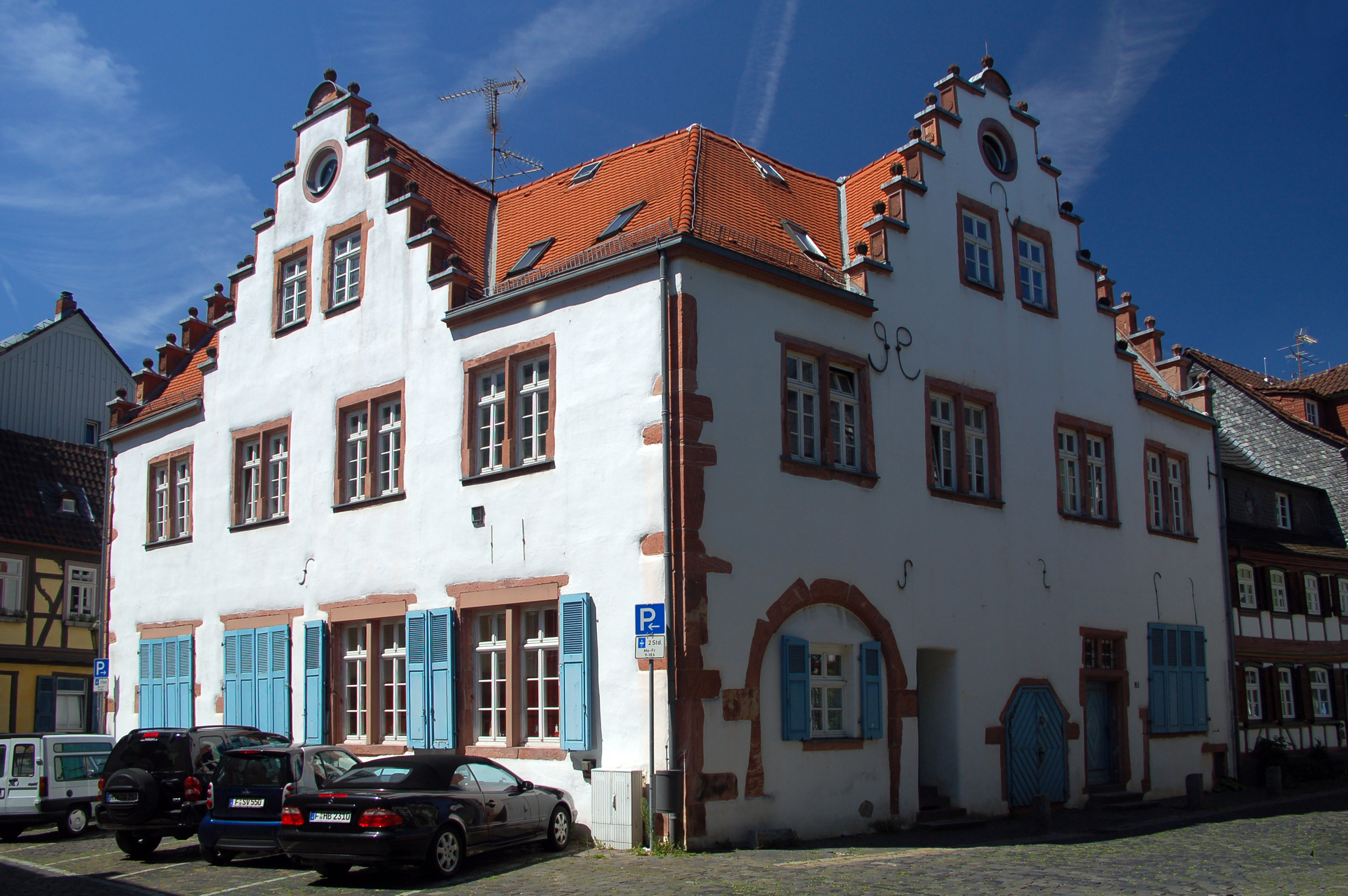
Altes Rathaus 2006

Das Alte Rathaus im Allmeygang 8 (⊙) wurde 1594 und 1595 von den Brüdern Oswald und Jakob Stupanus an der Stelle eines Baues errichtet, der beim Stadtbrand 1586 zerstört wurde. Bauuntersuchungen am Alten Rathaus im Jahr 1992 bestätigten den bis dahin nur angenommenen Vorgängerbau. Der Renaissancebau diente der Stadt Höchst bis 1844 als Rathaus, dann wurde er wegen angeblicher Baufälligkeit für 700 Gulden verkauft.
In den Jahren 1874 und 1875 wurde das Haus umgebaut, die Arkadenbögen wurden zugemauert. Ab Januar 1876 befand sich die Gaststätte Zur Stadt Hamburg im Alten Rathaus. Der Besitzer ging 1880 bankrott, das Alte Rathaus wurde für 18.500 Mark verkauft. Der neue Besitzer gestaltete das Gebäude um und eröffnete die Gaststätte Zum Alten Rathaus. 1925 wurde das Haus renoviert, die Bücherei des Bundes für Volksbildung zog 1929 in die Räumlichkeiten. Heute ist das Alte Rathaus ein Wohnhaus.

### Antoniterkloster

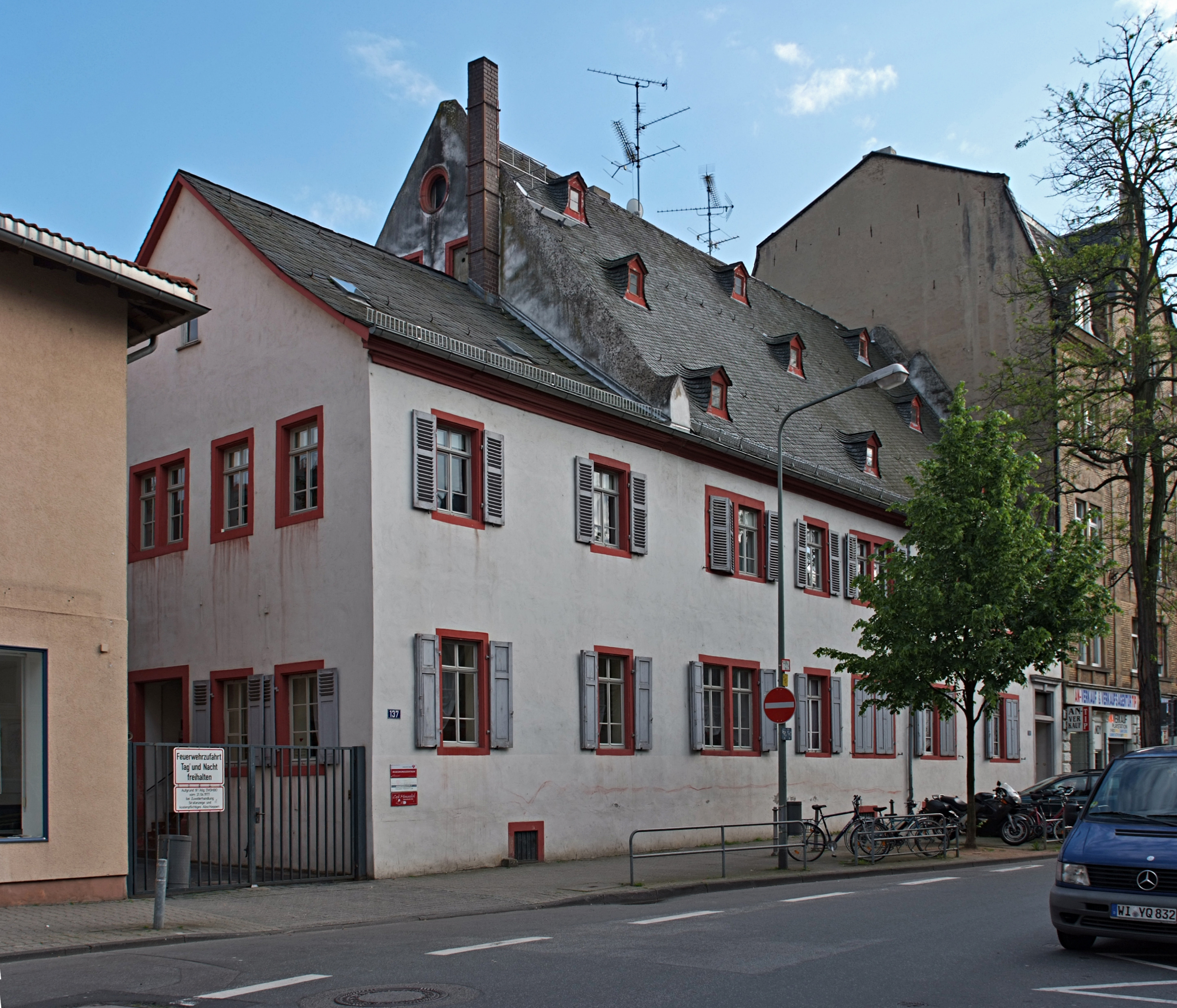
Antoniterkloster

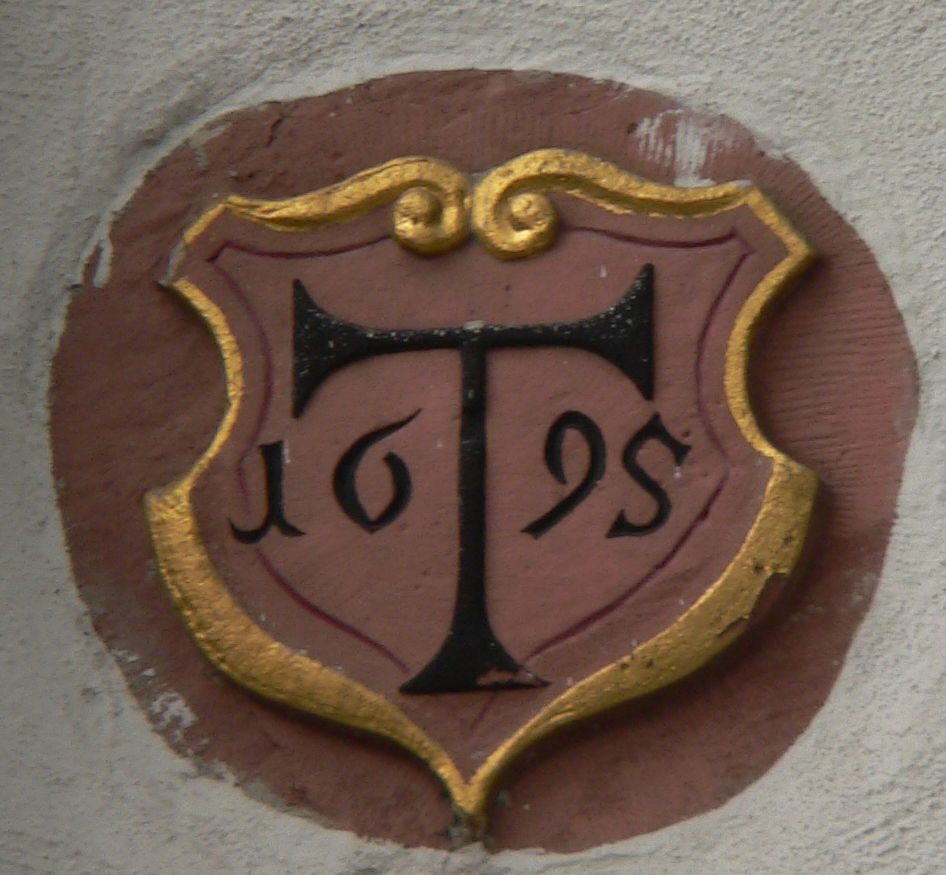
Antoniterkreuz an der Fassade des Klostergebäudes

Das Antoniterkloster in der Bolongarostraße 137–139 (⊙) ist ein Restbestand der ehemaligen Wohn- und Wirtschaftsräume des Antoniterordens, der zwischen 1441 und 1802 in Höchst ein Kloster unterhielt. Das Gebäude wurde in den Jahren 1441 bis 1443 errichtet.

### Dalberger Haus

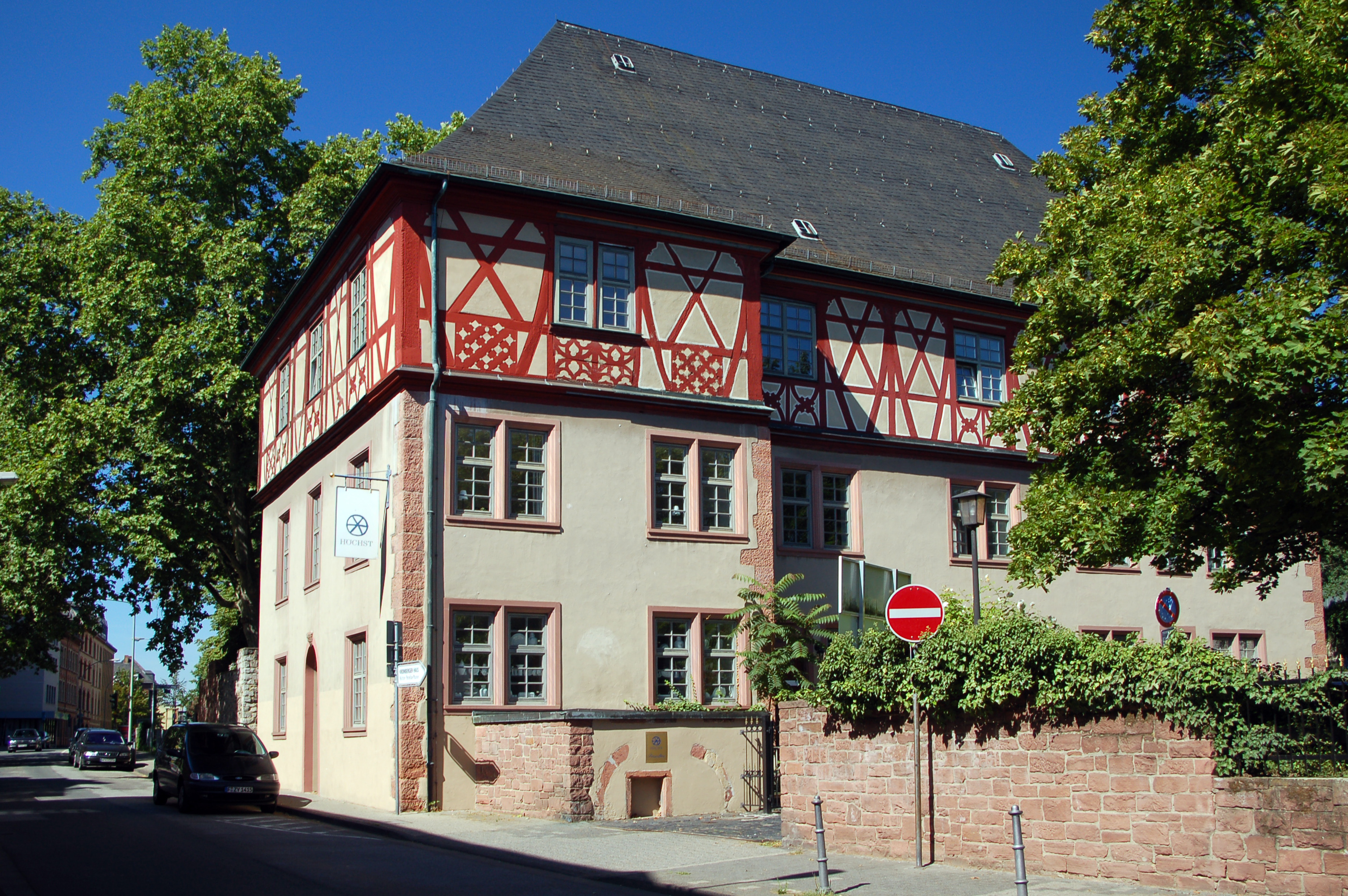
Dalberger Haus

In der Bolongarostraße 186 (⊙) befindet sich das Dalberger Haus, auch Dalberghaus oder Dalberger Hof genannt. Das Renaissancegebäude wurde 1582 durch Hartmuth XIII. von Cronberg (1517–1591) erbaut und ist damit dem Ursprung nach das zweite Kronberger Haus in Höchst. Er verkaufte das Haus im Jahr 1586 an Wolfgang von Dalberg, der seit 1582 Erzbischof von Mainz war. Nach dem Aussterben der Familie von Dalberg in Höchst im Jahr 1811 hatte das Haus wechselnde Besitzer. Im Frankfurter Konversationsblatt vom 18. Februar 1858 wurde berichtet, dass der Dalberger Hof Sitz des Karnevalsprinzen sei. 1889 befanden sich im Dalberger Haus die Deutschen Gelatine Fabriken. 1926 wurde das gesamte Anwesen an die Stadt Höchst verkauft und ging mit deren Eingemeindung nach Frankfurt 1928 in den Besitz der Stadt Frankfurt über.
Nach dem Ersten Weltkrieg wurde das Haus als Unterkunft für französische Besatzungssoldaten genutzt, dann für verschiedene Handwerksbetriebe. Im Jahr 1968 musste das Gebäude auf Anordnung der Frankfurter Baubehörden wegen Einsturzgefahr geräumt werden, es sollte abgerissen werden und wurde 1971 mit einem Bauzaun umgeben. Eine Gruppe Höchster Bürger kämpfte bis 1975 gegen den Abriss des Hauses; den Ausschlag für seinen Erhalt und seine Renovierung gab eine erhebliche finanzielle Zuwendung der Farbwerke Hoechst unter der Bedingung, dass die Höchster Porzellanmanufaktur dort ihren Firmensitz haben sollte. Mit Abschluss der Renovierung im Juli 1977 zog die Manufaktur in das Dalberger Haus, betrieb aber nach ihrem Umzug in den neuen Porzellanhof in der Palleskestraße im Dalberger Haus bis 2011 nur noch eine Verkaufsstelle und im Keller ein kleines Firmenmuseum mit Höchster Porzellan.
Heute befinden sich im Erdgeschoss eine Einrichtung des Evangelischen Familienzentrums Höchst und die Werkstatt eines Cembalobauers; im oberen Teil des Hauses befinden sich Wohnungen.
Der historische Kreuzgratgewölbe-Keller kann als stilvoller Veranstaltungsort gemietet werden.

### Greiffenclausches Haus

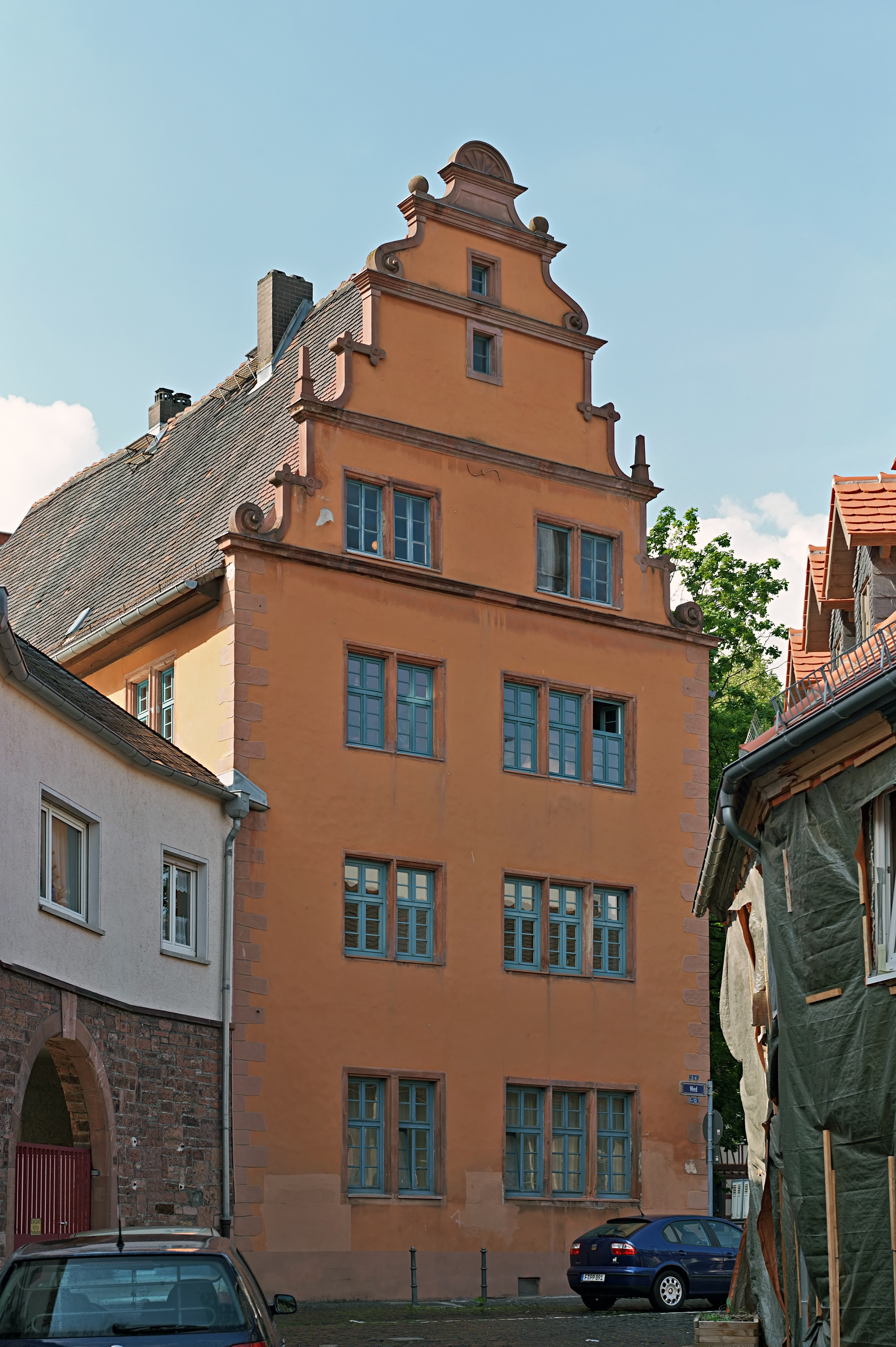
Greiffenclausches Haus

Das Greiffenclausche Haus, auch Rüffersches Haus genannt, liegt an der Wed 13 (⊙). Über die Geschichte des Renaissancebaus, der wahrscheinlich zwischen 1590 und 1600 von den Brüdern Stupanus errichtet wurde, ist nur wenig bekannt. Über dem Kellereingang des Hauses befindet sich das Wappen derer von Heusenstamm. Möglicherweise wurde das Haus im Auftrag Martins von Heusenstamm errichtet, der 1540 Amtmann in Höchst war. Es ist nicht überliefert, wann das Haus in den Besitz der Greiffenclaus überging und wie die Besitzverhältnisse anschließend waren.
Bis 1848 hatte der letzte Höchster Schultheiß Rüffer seine Wohnung im Greiffenclauschen Haus. Er nutzte die Wohnung auch als Amtssitz, da ihm die eigentlichen Amtsräume nicht zusagten. 1878 wurde die Höchster Mundartdichterin Frieda Düsterbehn-Reuting, eine Enkelin Rüffers, im Greiffenclauschen Haus geboren. Das Haus wurde 1936 innen und außen umfassend renoviert, es erhielt ein neues Dach und einen neuen Außenputz.

### Justinuskirche

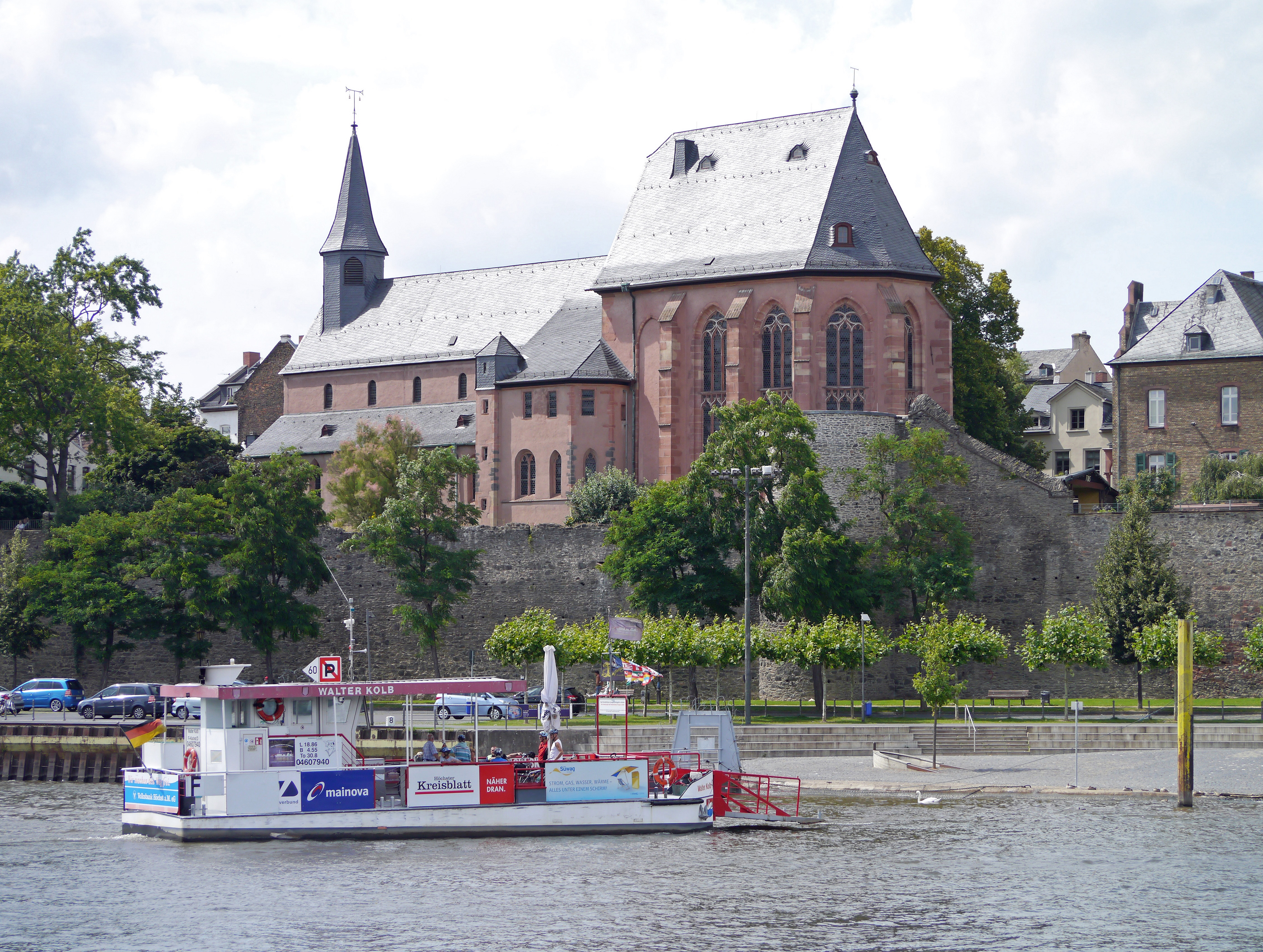
Flussansicht der Justinuskirche, Höchster Fähre

Die karolingische Justinuskirche wurde zwischen 830 und 850 errichtet, sie ist das älteste erhaltene Gebäude Frankfurts und einer der ältesten Kirchen Deutschlands. Im 15. Jahrhundert erweiterten die Antoniter das Bauwerk zu einer dreischiffigen Basilika mit hochgotischem Chor.

### „Der Karpfen“

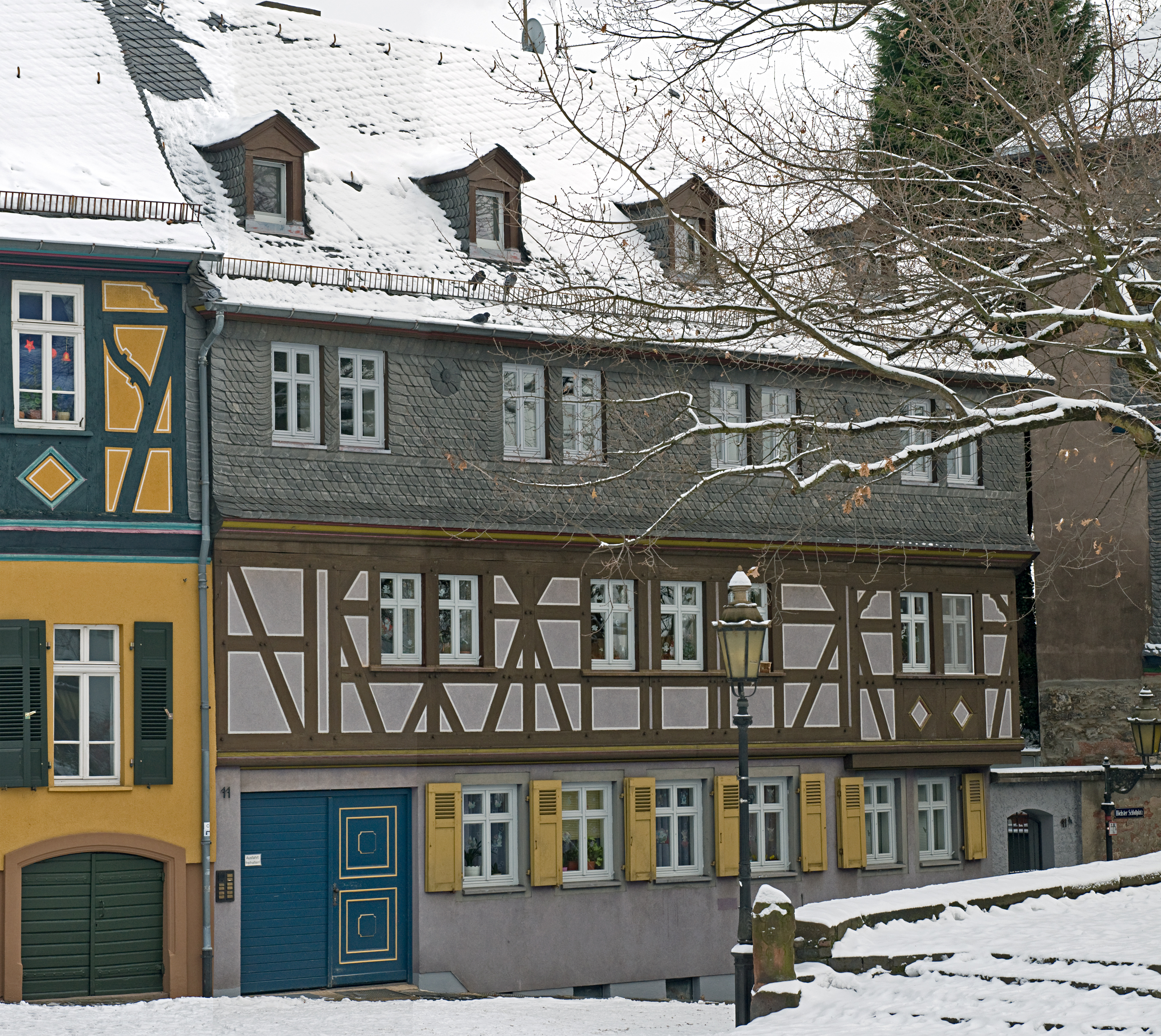
„Der Karpfen“

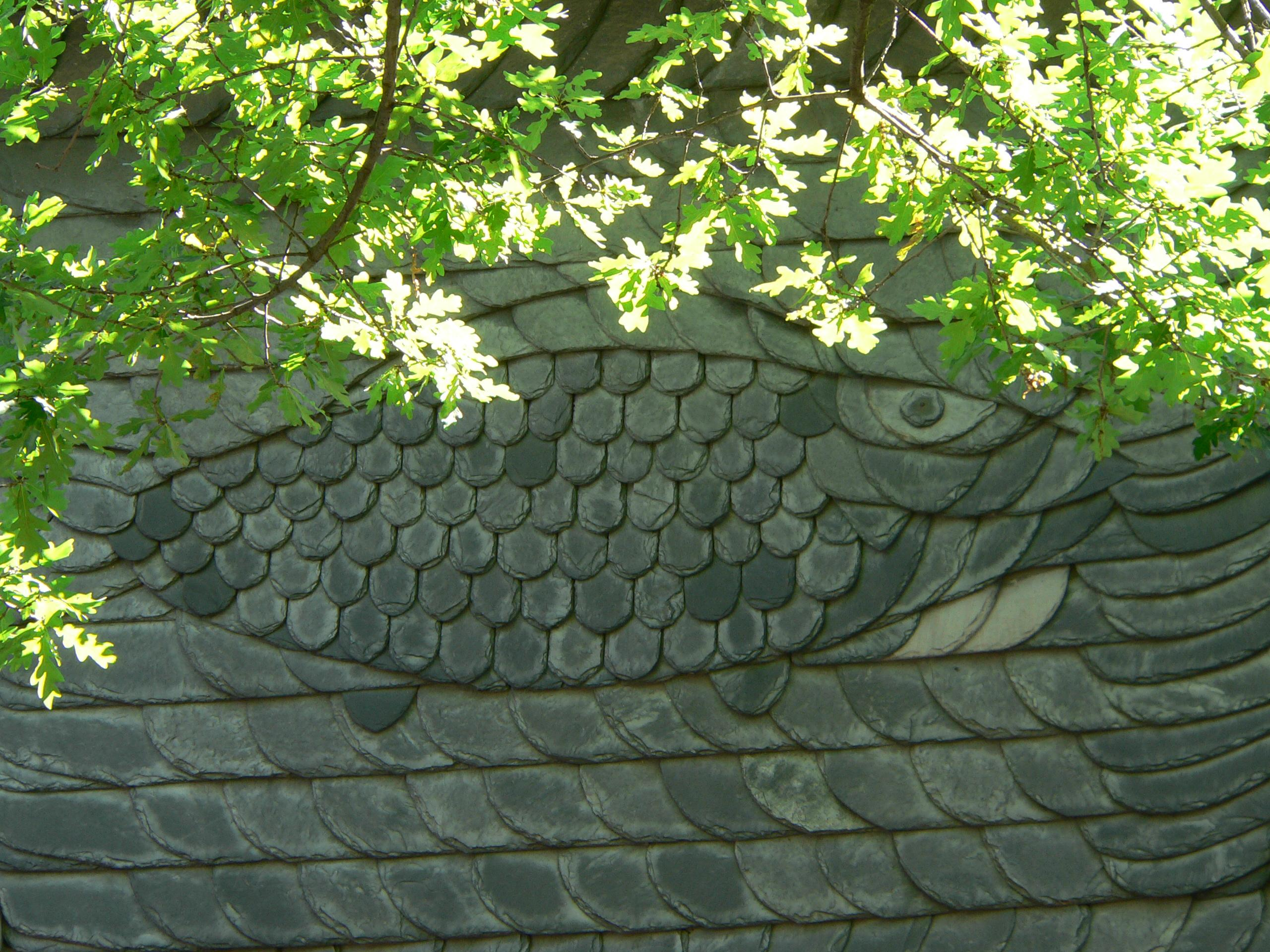
Dachschindeln mit Karpfenmuster

Das Haus Der Karpfen am Höchster Schloßplatz 11 (⊙) war ein gotischer Fachwerkbau und wurde bereits um 1500 als Wirtshaus erwähnt. Das ursprüngliche Haus wurde im Dreißigjährigen Krieg stark beschädigt und 1633 durch einen Nachfolgebau ersetzt. Das Gasthaus hatte durch seine Lage am Schloßplatz, auf dem auch anfangs zeitweise der Höchster Wochenmarkt abgehalten wurde, und am Zollturm als dem wichtigsten Stadttor eine gute wirtschaftliche Stellung. Das Marktschiff zwischen Frankfurt und Mainz hielt um die Mittagszeit, und die Fahrgäste gingen meist an Land zum Mittagessen. Der Karpfen war die erste Anlaufstelle, durch seine Gastlichkeit war er bekannt und hatte einen guten Ruf. Dürer berichtet im Tagebuch seiner niederländischen Reise über den Karpfen, Goethe erwähnt ihn in Dichtung und Wahrheit.
1973 musste das Gebäude aus dem Jahr 1633 wegen starker baulicher Mängel abgebrochen werden. Bei der Analyse des Baus für die Rekonstruktion und den Wiederaufbau stellte sich heraus, dass das Haus während verschiedener Stilepochen umgebaut und erweitert worden war. Bei einem Umbau Mitte des 18. Jahrhunderts wurde das Gebäude Richtung Schloßplatz 9 verlängert. Gegen Ende des 19. Jahrhunderts wurde das freiliegende Fachwerk verputzt. Der Putz wurde beim Wiederaufbau weggelassen, so dass die rekonstruierte Struktur gut sichtbar ist. Der Karpfen dient heute als Wohnhaus.

### Kronberger Haus

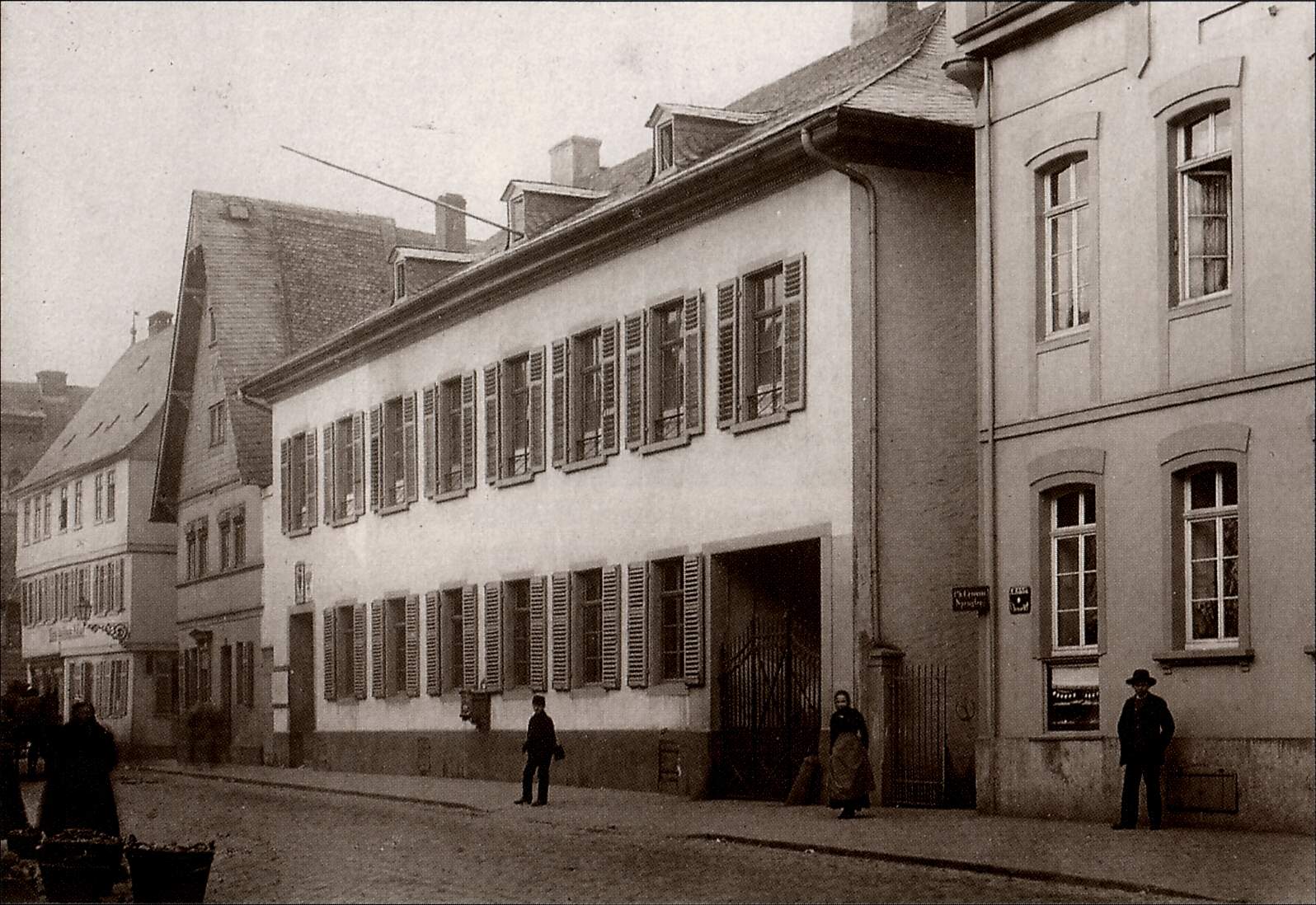
Kronberger Haus um 1870

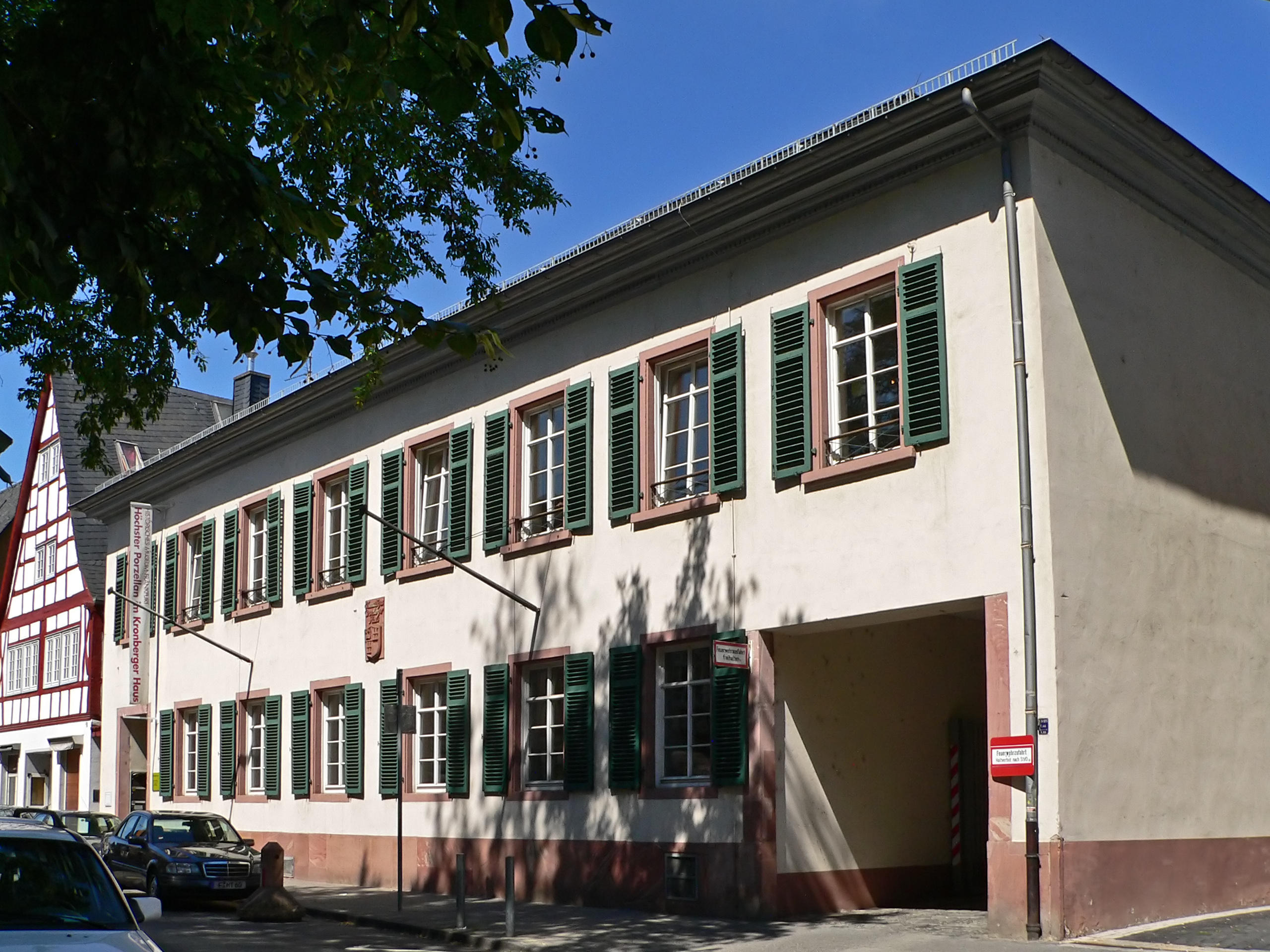
Kronberger Haus 2006, mit Flachdach

Das heutige Grundstück Bolongarostraße 152 (⊙) wurde schon 1326, dreißig Jahre vor der Stadterhebung Höchsts, vom Adelsgeschlecht der Cronberger erworben. Das Haus selbst wurde in den Jahren 1577 bis 1580 im Auftrag Franz I. von Cronberg († 1605) erbaut und ist dem Baustil der Renaissance zuzurechnen. Den großen Stadtbrand vom 10. Dezember 1586 überstand das Haus unbeschädigt, nach der Überlieferung ist dies zwei Inschriftsteinen von 1577 und 1580 an der Hofwand des Hauses zu verdanken, die um göttlichen Segen für das Bauwerk bitten. Seit 1600 waren durch wechselnde Erbschaftsverhältnisse unterschiedliche Familien Besitzer des Hauses, in den Jahren 1710 bis 1758 war dies eine Familie von Kapp.
Zwischen 1758 und 1862 ist über die Besitzverhältnisse des Hauses nichts überliefert. Bekannt ist nur, dass das Haus im Jahr 1812 durch Brand sein oberes Fachwerkgeschoss verlor, das nicht wieder ersetzt wurde. Seit 1862 war das Kronberger Haus im Besitz der Stadt Höchst und wurde zwischen 1870 und 1875 zum Rathaus mit seiner heutigen spätklassizistischen Fassade umgebaut. Die Verwaltung zog 1875 in das Kronberger Haus ein, bis 1909 diente es als Verwaltungssitz. Pläne zum Abriss und Neubau eines repräsentativen Rathauses im Gründerzeitstil wurden aber nicht verwirklicht. Stattdessen wurde der Bolongaropalast nach seinem Umbau zum neuen Rathaus Höchsts.
Nach 1909 wurde das Bauwerk als Schulhaus und für die Stadtbücherei genutzt, später war dort eine Beratungsstelle des Frankfurter Jugendamtes untergebracht. Seit dem Jahr 1994 ist im Kronberger Haus das Porzellanmuseum als Außenstelle des Historischen Museums Frankfurt untergebracht.
Ein Hallenbau im Hof beherbergt die Freiwillige Feuerwehr Höchst, die seit 1879 dort ansässig ist.

### Stadtbefestigung mit Maintor

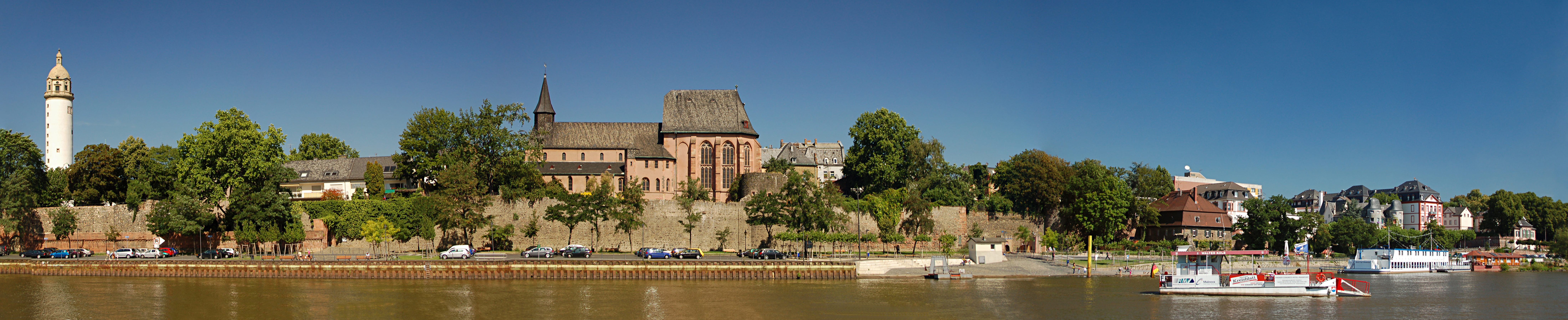
Mainseitiges Panorama von Frankfurt-Höchst mit Schlossturm, Stadtmauer, Justinuskirche, Mainmühle und Bolongaropalast (von links nach rechts)

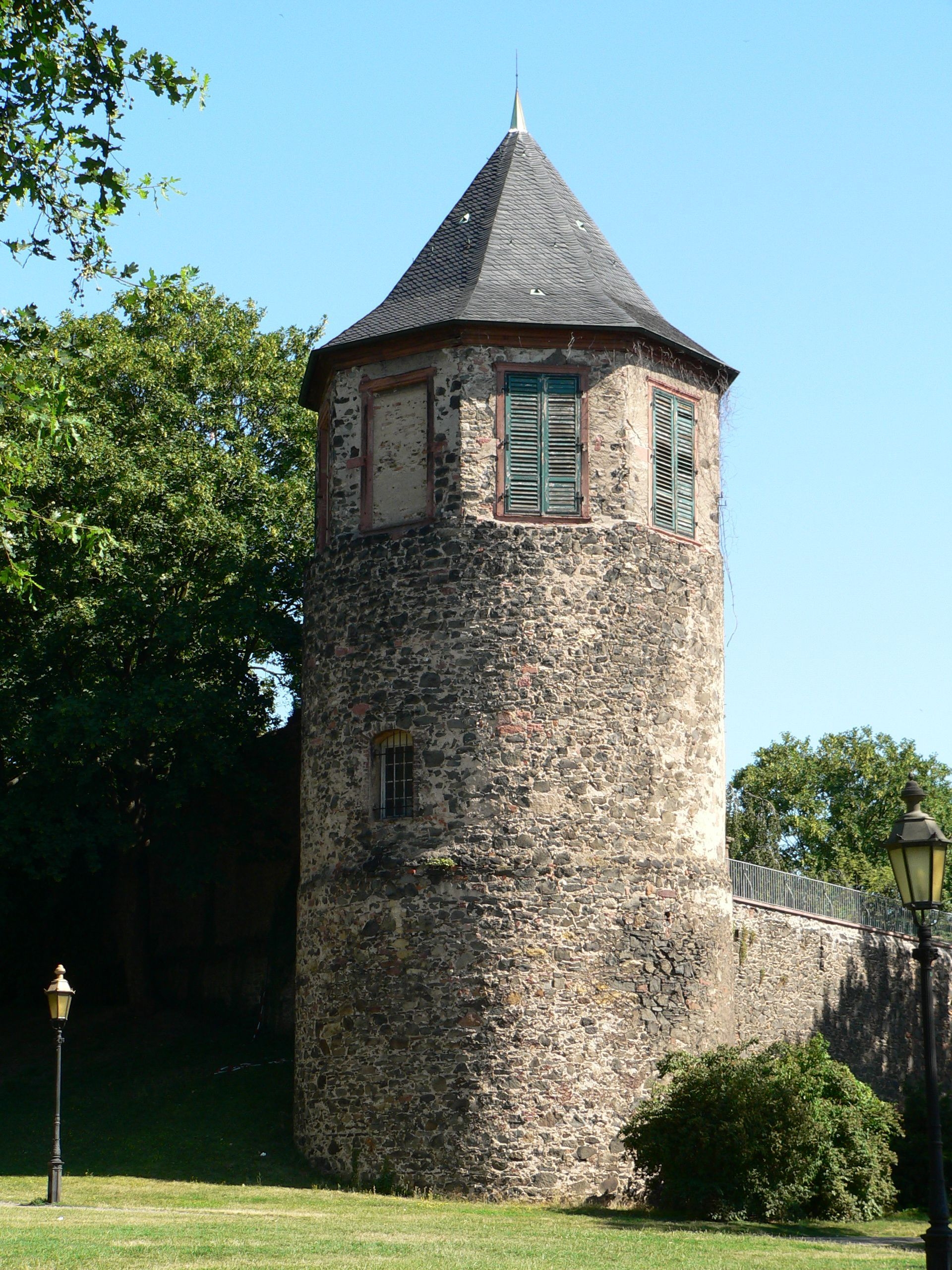
Der Ochsenturm

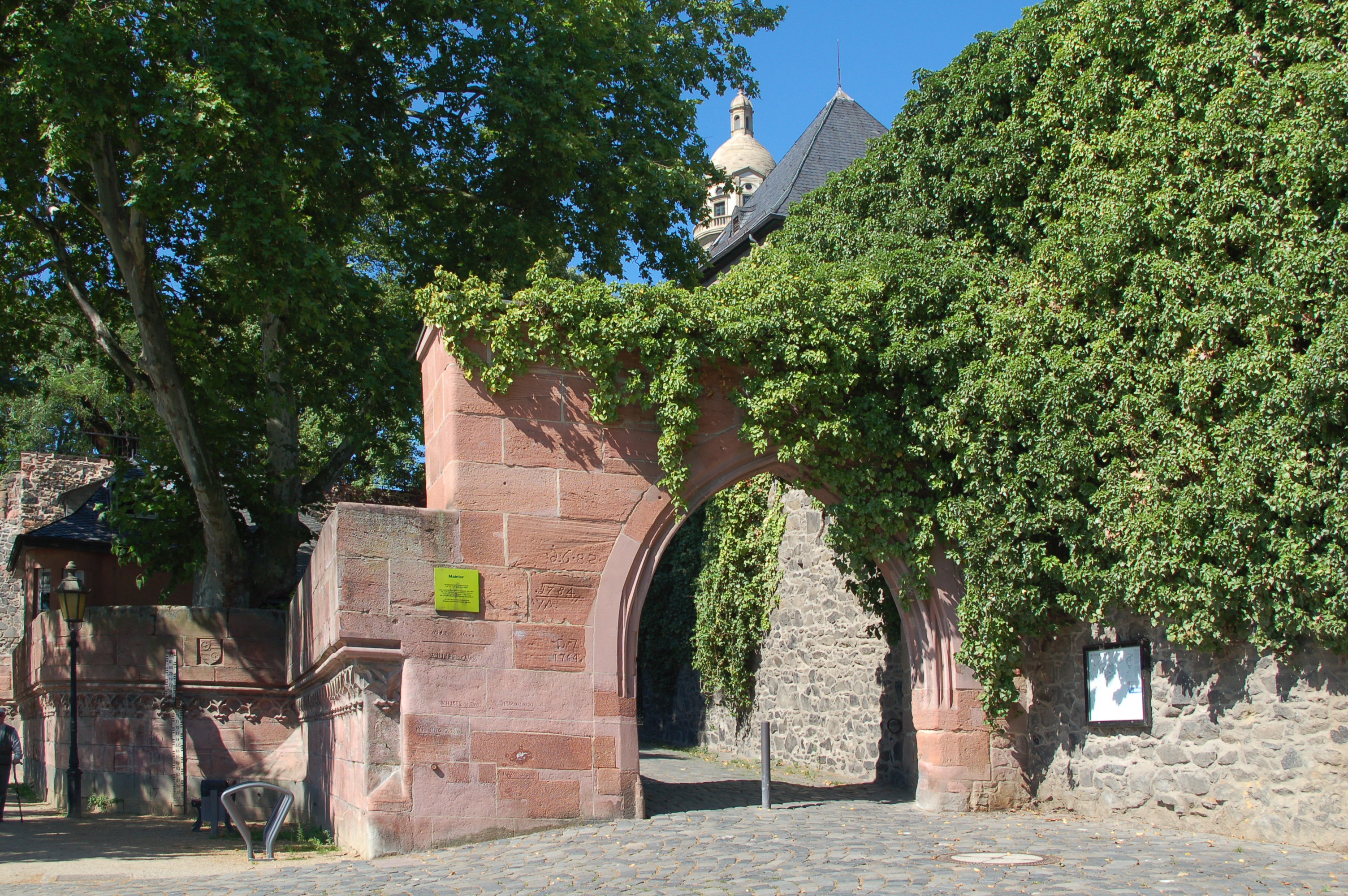
Das Maintor

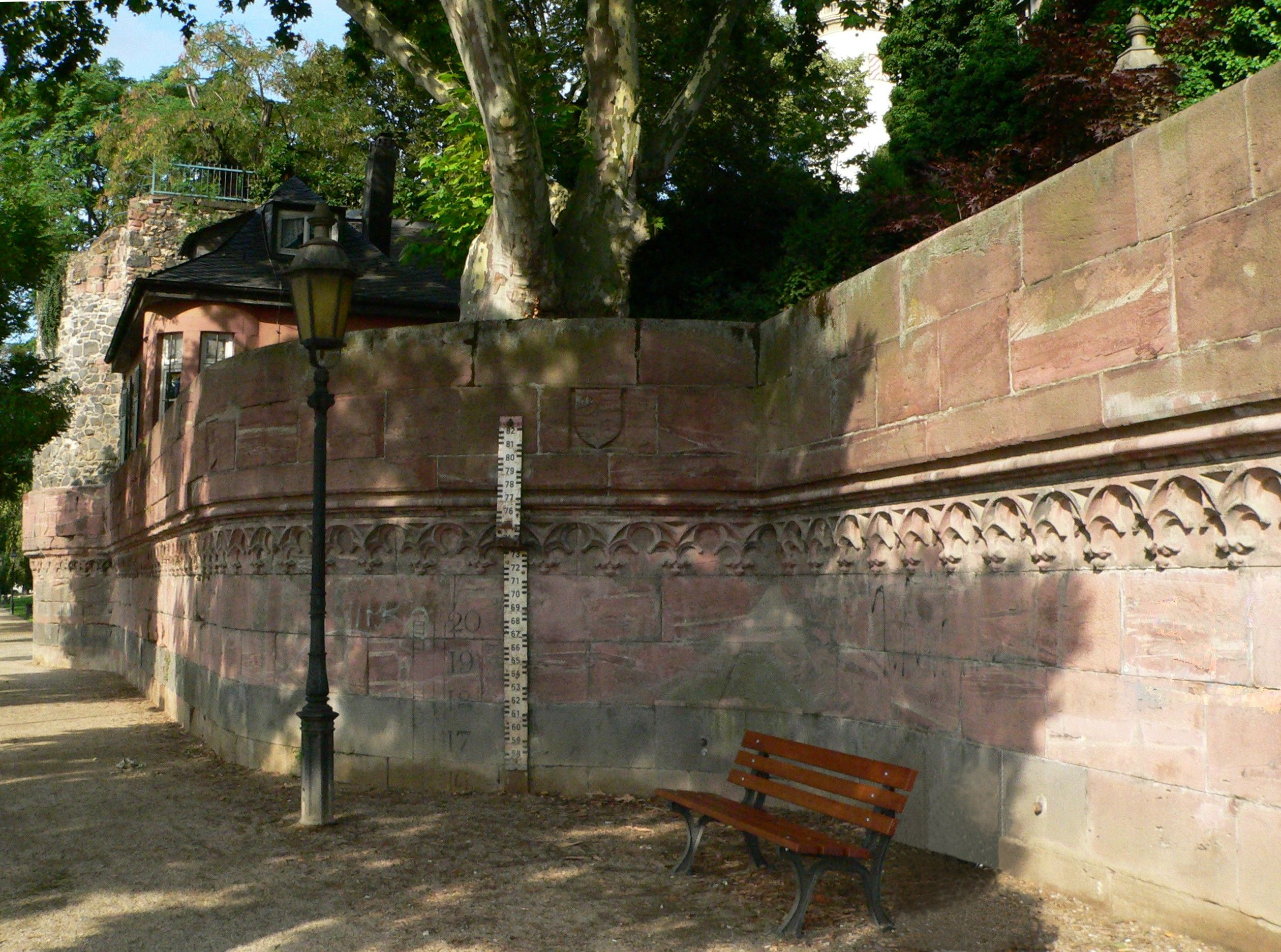
Stadtmauer mit Isenburgischem Wappen am Maintor

Das Höchster Maintor und die gotische Zwingermauer mit dem Wappen Diethers von Isenburg datieren auf das Jahr 1460. Der Ochsenturm, ein ursprünglich freistehender Wartturm aus dem 13. Jahrhundert, wurde bei der ersten Stadterweiterung zwischen 1396 und 1432 in die Stadtmauer einbezogen. Sie sind die einzig erhaltenen Teile der alten Höchster Stadtbefestigung.
Die landseitigen Teile der Stadtmauer und die beiden Stadttore an der Hauptstraße wurden für die Erweiterung der Stadt und den Ausbau der Mainzer Landstraße im Jahr abgebrochen. Erhalten blieb nur die Mainfront der alten Stadtbefestigung, da hier keine Ausdehnungsmöglichkeit für die Stadt bestand und die Mauer zudem Hochwasserschutz bot.
Die Mauer ist auf der Mainseite zwischen Mainberg und Brüningpark knapp 400 Meter lang. Sie prägt heute zusammen mit der Justinuskirche und dem Schlossturm den mainseitigen Anblick der Höchster Altstadt. Zu Beginn des 20. Jahrhunderts wurde das ehemals flache Höchster Mainufer zum Bau eines Hafenkais bis zwei Meter aufgeschüttet. Dadurch liegen Teile der Mauer heute unter der Erde, und sie wirkt niedriger, als sie tatsächlich ist. 1976 wurde die Stadtmauer renoviert.

### Höchster Schloss

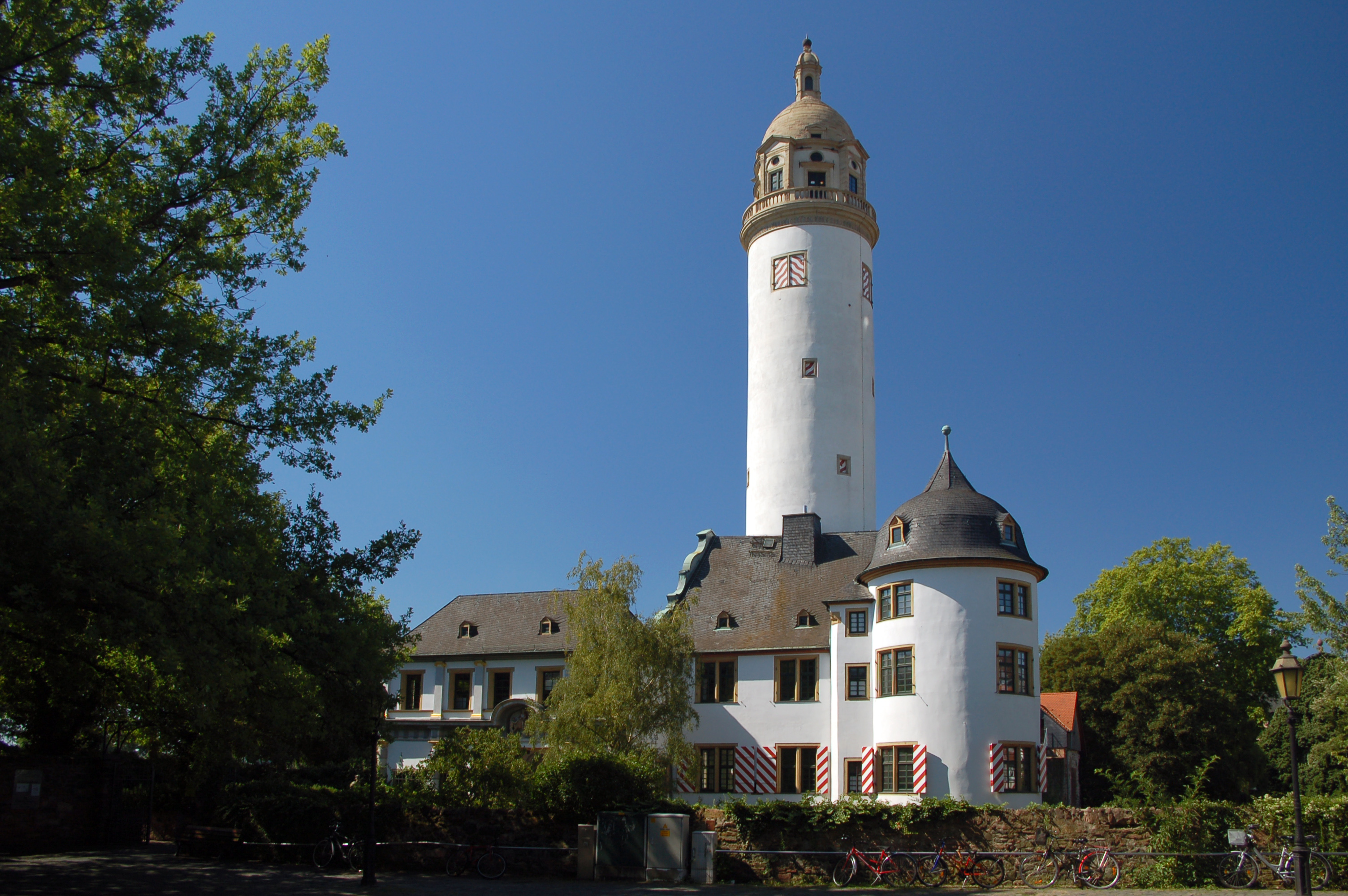
Höchster Schloss

Das Höchster Schloss, ursprünglich eine gotische Zollfestung des 14. Jahrhunderts, war Residenz der Mainzer Erzbischöfe. Der Renaissancebau entstand im 1568 anstelle des alten Bauwerks, erhalten blieb nur der Bergfried. Das Schloss wurde im Dreißigjährigen Krieg 1635 zu großen Teilen niedergebrannt und später nicht wieder aufgebaut.

### Zollturm

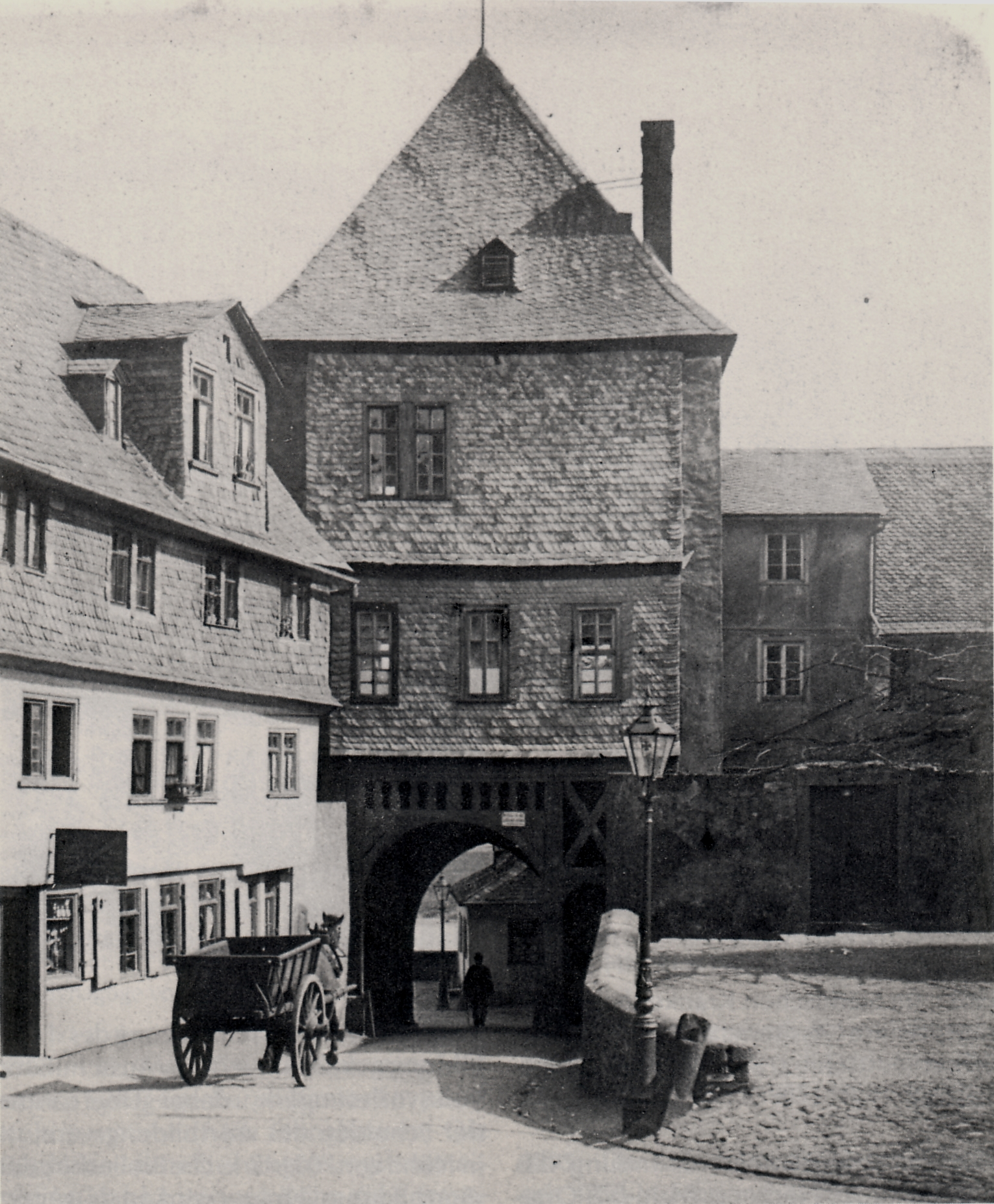
Zollturm und Zolltor 1901

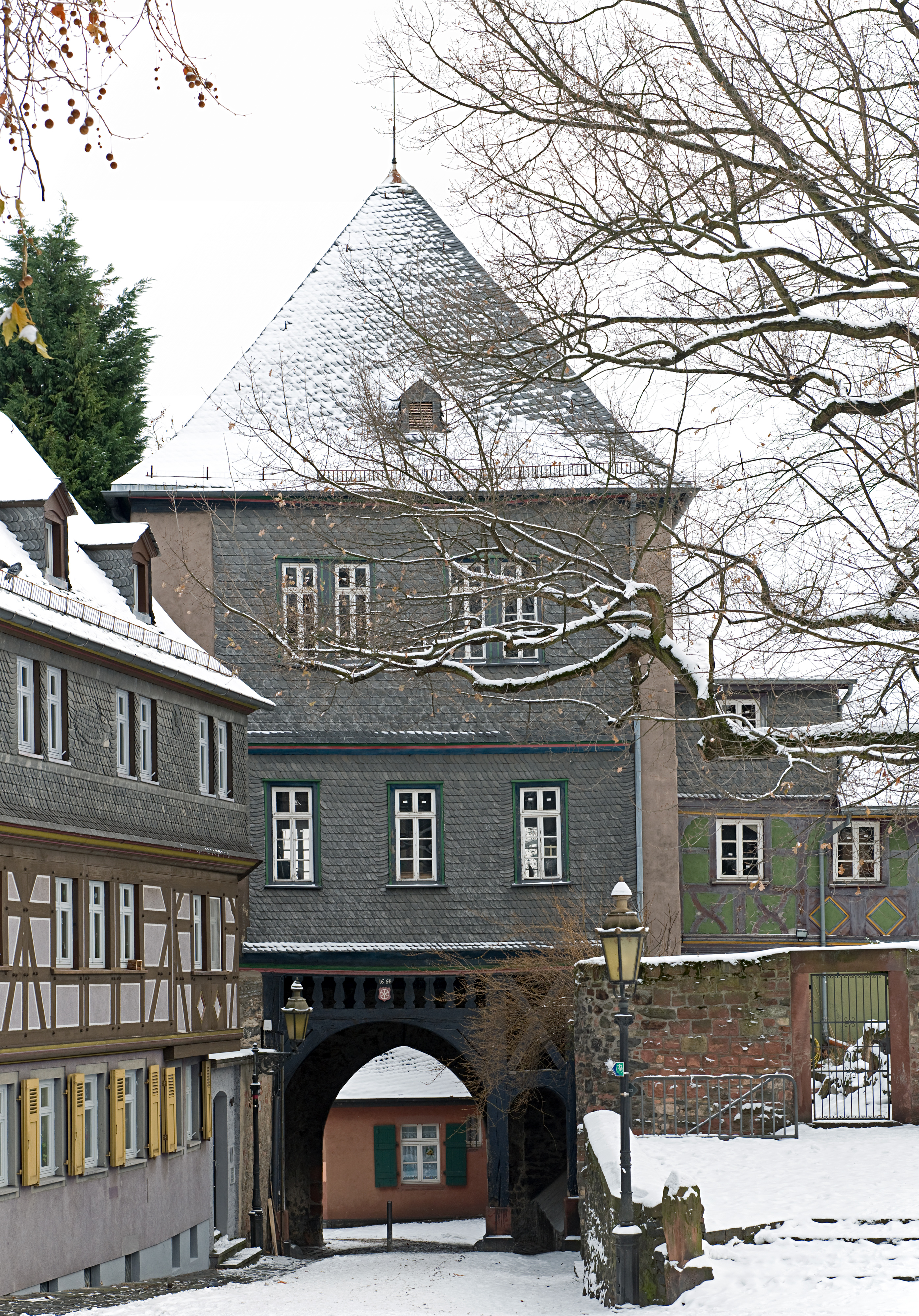
Zollturm und Zolltor 2010

Der Zollturm (⊙) mit dem Zolltor ist Teil der Höchster Stadtbefestigung und stammt in seiner Grundstruktur aus der Mitte des 14. Jahrhunderts, seine Fertigstellung liegt nach einem dendrochronologischen Gutachten vor 1360. Ebenso wie das benachbarte Haus Der Karpfen wurde der Zollturm im Dreißigjährigen Krieg stark beschädigt und 1664 wieder aufgebaut. Die auffällige fachwerkartige Holzkonstruktion auf der Nordseite des Zolltores ist eine Stützvorrichtung, auf der das Gebäude ruht.
Der zweigeschossige Turm wurde von den kurmainzischen und ab 1802 den herzoglich-nassauischen Zollbehörden als Wohn- und Amtsgebäude des Zollaufsehers genutzt. Mit der Eingliederung Frankfurts und Höchsts 1866 nach Preußen ging die Liegenschaft an die preußische Finanzverwaltung über, der Mainzoll wurde Ende 1866 aufgehoben und das Gebäude zwischen 1867 und 1870 als Wohnraum an ehemalige Zollbedienstete vermietet. Im September 1870 erfolgte ein gründlicher Umbau im Inneren, bei dem der Turm auch seine heutige Dachform erhielt. Danach wurde der Zollturm als Schulgebäude genutzt.
Nachdem die Höchster Volksschule im Herbst 1898 in neue Räume gezogen war, mietete der 1894 gegründete Verein für Geschichte und Altertumskunde Höchst den Zollturm als Vereinsgebäude und Archiv an; 1899 wurde dort das Heimatmuseum eröffnet. 1906 brach der Fußboden im ersten Stock des Turms wegen Überlastung zusammen. Die Stadt Höchst übernahm die Liegenschaft für die Renovierungskosten von 2000 Mark vom Regierungsbezirk Wiesbaden und stellte es dem Verein zur Verfügung. 1928 ging der Zollturm in Frankfurter Besitz über, blieb aber weiterhin Höchster Heimatmuseum, bis dieses 1975 in seine neuen Räume im Höchster Schloss zog. 1955 und 1979 erfolgten weitere Renovierungen des Turms, bei denen auch ältere unsachgemäße Umbauten beseitigt wurden. Seit 1980 dient der Zollturm dem Höchster Geschichtsverein als Archiv und ist nicht mehr öffentlich zugänglich.

### Haus „Zum Anker“

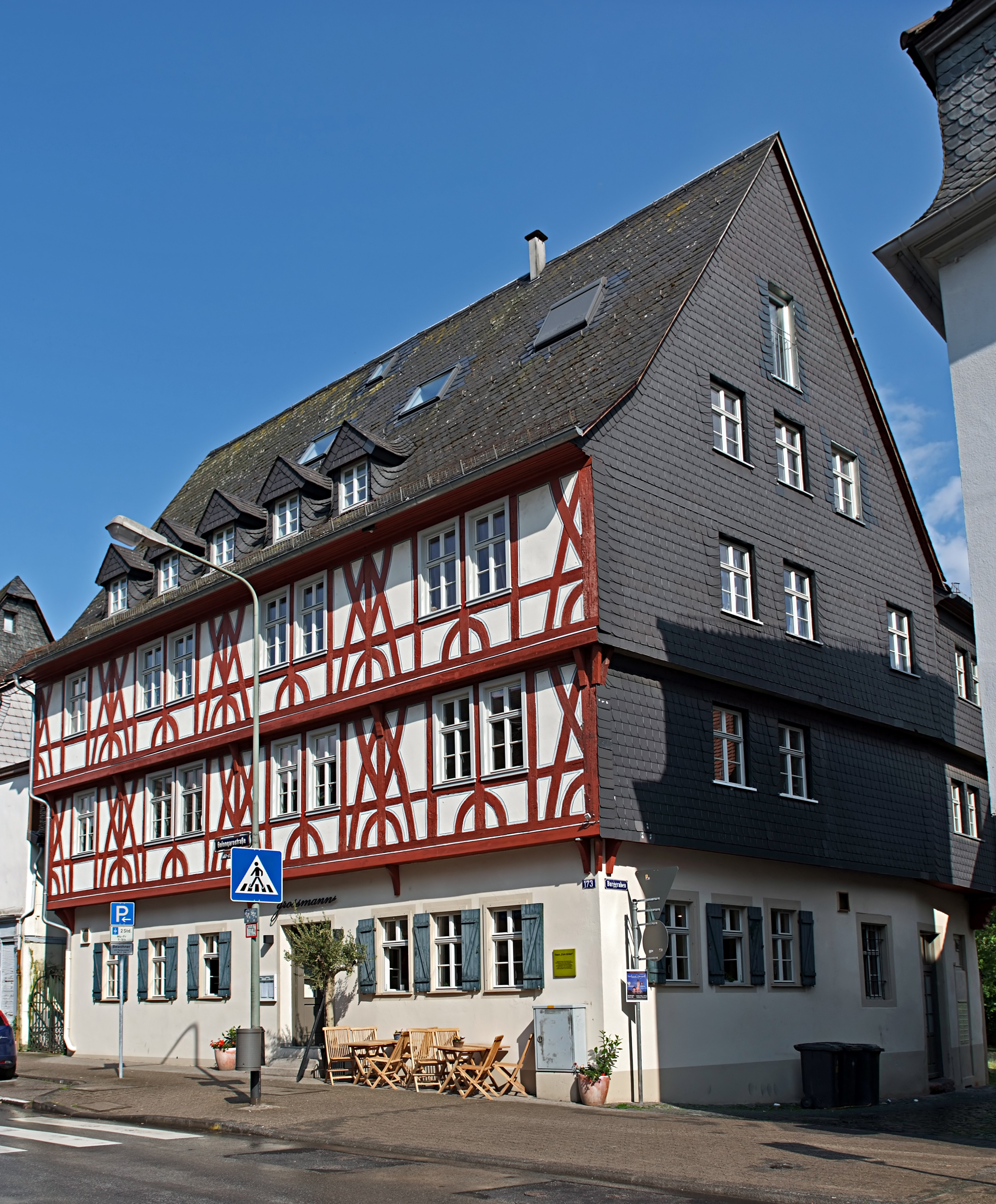
Haus Zum Anker

Das 1483 errichtete Haus Zum Anker in der Bolongarostraße 173 (⊙) ist der Spätgotik zuzurechnen. Die Bauausführung und die Unterkellerung lassen den Schluss zu, dass das Gebäude von Anfang an zur Nutzung als Gasthaus und Braustätte bestimmt war. Das Haus überstand den Stadtbrand von 1586 mit nur geringen Schäden. In den folgenden Jahrhunderten wurden mehrfach bauliche Veränderungen an dem Haus durchgeführt. Die Obergeschosse dienten nach dem Zweiten Weltkrieg als Wohnungen, das Haus war gegen Ende der 1960er vor allem mit bis zu 65 Bewohnern, die sich auf engstem Raum drängten, völlig überbelegt. 1973 brannten das Dachgeschoss vollständig sowie der erste und zweite Stock teilweise aus.
Bei der Renovierung 1975 stellte sich allerdings heraus, dass die Bausubstanz durch Bausünden in den vergangenen Jahrhunderten so gelitten hatte, dass das Haus einsturzgefährdet war. Im gesamten Gebäude fanden sich Spuren vergangener Brände, die Deckenbalken waren teilweise durch Überbelastung und darauffolgende Nivellierung des abgesenkten Bodens mit Lehm gebrochen, erhebliche Teile der Giebelkonstruktion waren unter dem Putz angefault. Daher wurde die Fachwerkkonstruktion abgetragen und nach altem Vorbild neu aufgebaut. Allerdings passte man dabei die Konstruktion, vor allem die Ständerabstände, an eine ahistorische, neue Disposition der Innenräume an. Am 9. April 1976 wurde ein zweites Richtfest für das Haus Zum Anker gefeiert.

### „Höchster Geschichtshefte“ (HGH)
- Rudolf Schäfer: Das Dalberger Haus in Höchst am Main und seine Bewohner. HGH 28/29. Verein für Geschichte u. Altertumskunde, Frankfurt-Höchst 1977.
- Rudolf Schäfer: Der Antoniterorden und ihr Haus Roßdorf-Höchst. HGH 32/33. Verein für Geschichte u. Altertumskunde, Frankfurt-Höchst 1979
- Manfred Gerner: Fachwerke in Höchst am Main. HGH 26/27. Verein für Geschichte und Altertumskunde e. V. Frankfurt-Höchst 1976.
- U. Maier, Cl. Bandur und R. Kubon: Der Zollturm zu Höchst am Main. HGH 34/35. Verein für Geschichte und Altertumskunde e. V. Frankfurt-Höchst 1984.